# 雪風 (駆逐艦)
雪風（ゆきかぜ）は、大日本帝国海軍の駆逐艦。陽炎型駆逐艦（一等駆逐艦）の8番艦。

## 概要
太平洋戦争（大東亜戦争）当時の主力駆逐艦であった甲型駆逐艦（陽炎型駆逐艦、夕雲型駆逐艦）38隻の中で、雪風は唯一終戦まで生き残った艦である。日本海軍の駆逐艦は激戦地に投入され非常に損耗率が高かったが、雪風は第16駆逐隊や第17駆逐隊の姉妹艦（初風、天津風、時津風、浦風、磯風、浜風、谷風）、第27駆逐隊の時雨等と共にスラバヤ沖海戦から坊ノ岬沖海戦（戦艦大和特攻）まで16回以上の主要な作戦に参加した。その中でも雪風は戦果を上げつつ一度も大きな損傷を受ける事なく終戦を迎え奇跡の駆逐艦と呼ばれた。戦中より雪風のその幸運ぶりは広く知られ、呉の雪風、佐世保の時雨と謳われた。
終戦後、雪風は日本海軍解体に伴い除籍後中華民国に賠償艦として引き渡され1948年5月1日に丹陽と改名、同国海軍の主力艦として活躍し、1966年に退役した。その後、練習艦として左営港に係留され、1969年夏、嵐で艦底が損傷した。艦齢29年を迎えた丹陽は解体に着手し、1971年12月31日に解体が完了した。

## 戦歴

### 太平洋戦争以前
雪風は陽炎型8番艦（③計画の仮称艦名第24号艦）として佐世保工廠で建造された。
1938年（昭和13年）8月2日に起工。
1939年（昭和14年）1月24日、雪風（ユキカゼ）と命名された。佐世保海軍工廠で建造された陽炎型駆逐艦は、8番艦の雪風と12番艦の磯風のみである。
特筆すべき事故・遅延・計画変更もなく、雪風の建造は順調に進んだ。3月24日、雪風は進水。雪風進水式は一般に公開され、約1万人の観衆が参列した。佐世保鎮守府司令長官中村亀三郎中将は「雪風の夜こそねらはん時なれや　いさを立てよと船おろしする」という和歌を贈った。

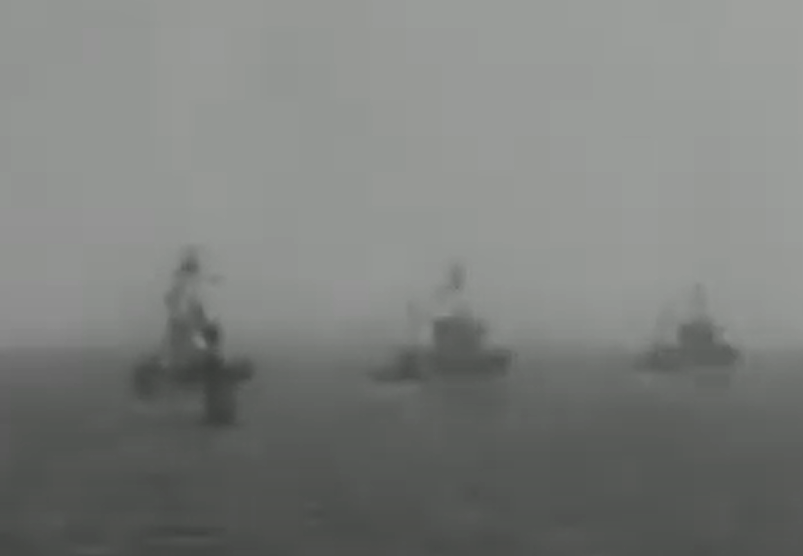
1940年10月11日、横浜沖に停泊した初風、雪風、黒潮

1940年（昭和15年）1月20日、雪風は竣工した。
竣工後は呉鎮守府に所属し、陽炎型3番艦黒潮、陽炎型7番艦初風と第16駆逐隊を編制した。同年10月11日、16駆（雪風、初風、黒潮）は紀元二千六百年記念行事に伴う紀元二千六百年特別観艦式に参加した。
10月26日に陽炎型9番艦天津風が第16駆逐隊に編入、11月15日に黒潮が第15駆逐隊に転出すると、代替として陽炎型10番艦時津風が12月15日に加わった。開戦直前の第16駆逐隊は雪風、時津風、初風、天津風の陽炎型駆逐艦4隻で構成されており、雪風と時津風が第一小隊、天津風と初風が第二小隊という編制であった。司令駆逐艦は雪風。また第16駆逐隊は第8駆逐隊、第15駆逐隊、第18駆逐隊と共に第二水雷戦隊（旗艦神通）に所属していた。加えて、第16駆逐隊、第24駆逐隊と共に、軽巡長良を旗艦とする第四急襲隊を形成していた。

### 太平洋戦争緒戦
開戦時の雪風駆逐艦長は飛田健二郎中佐であった。雪風の初陣は1941年（昭和16年）12月12日、フィリピンのレガスピに対する上陸支援であった。第16駆逐隊第二小隊（天津風、初風）は、神通と共に空母龍驤航空隊支援のため別行動であった。その後12月24日にはラモン湾上陸支援に参加し、P-40ウォーホーク戦闘機の機銃掃射で重油タンクが損傷、軽傷者6名が出た。魚雷発射管にも被弾したが爆発はしなかった。12月27日、ミンダナオ島のダバオで工作艦明石にて修理を受けた。29日パラオに帰投。1月4日、第16駆逐隊第一小隊はダバオに進出し第16駆逐隊第二小隊と合流するもB-17爆撃機の空襲を受け重巡洋艦妙高が損傷するが、雪風は飛田艦長の判断により爆撃回避に成功した。
1942年（昭和17年）1月9日、第五戦隊司令官高木武雄少将指揮する東方攻略部隊に所属し、第二護衛隊（第二水雷戦隊）としてダバオ湾を出撃した。1月11日にはメナド攻略作戦の一環であるケマ上陸支援に参加、24日ケンダリー、31日アンボン、2月20日チモール島の各上陸作戦支援に従事した。
2月27日からは初の海戦となるスラバヤ沖海戦に参加し、海戦後、漂流中の約40名のデ・ロイテルなどの乗組員を救助した。
3月3日、スラバヤ北方海域で米潜水艦パーチへの共同攻撃に参加しパーチを自沈せしめた。
3月15日に雪風や水上機母艦千歳、軽巡洋艦鬼怒、駆逐艦時津風などからなるN攻略部隊が編成され、同部隊は3月末から西部ニューギニア戡定作戦に従事した。雪風は29日から31日にかけて第2号哨戒艇（旧峯風型駆逐艦灘風）、 第39号哨戒艇（旧樅型駆逐艦蓼）と共にセラム島北岸のブラ攻略作戦に参加。4月1日よりニューギニア島への攻略作戦が開始されると、雪風は千歳、鬼怒らと共に1日には同島のファクファク攻略作戦、続いて4日にはソロン攻略作戦で陸戦隊の揚陸を支援して作戦を成功に導いた。6日に時津風や第1号哨戒艇（旧峯風型駆逐艦島風）らとも合流し、N攻略部隊のほぼ全艦艇でハルマヘラ島（ジャイロロ島）方面の攻略に向かう。7日に同島西海岸沖のテルナテ 、翌8日にはジャイロロの攻略を行い、ハルマヘラ島を占領。10日には再びニューギニア島のマノクワリに対し上陸作戦を行い、これらの地域に駐留していた連合軍を降伏させた。この作戦中、マノクワリ攻略（4月12日）において、陸軍の上陸部隊が輸送船の漂流により到着が遅れたため、緊急に雪風、時津風の乗組員が上陸部隊を結成してマノクワリを占領した。17日から18日までセルイ島掃討作戦、19日から20日はサルミ掃討作戦に参加。4月20日までにN作戦は成功裏に終了した。
4月23日、明石を護衛してアンボンを出港し、4月30日に日本本土呉軍港に戻った。5月22日、日栄丸、あけぼの丸を護衛して日本を出発、サイパンへ進出した。日栄丸の護衛は元々別の駆逐艦が行う予定だったが、5月19日、連合艦隊司令部からサイパン方面で潜水艦の被害が急増し危険であるとの伝達を受け、雪風、時津風に護衛担当が変更された。出発当日に初風も加わり、船団は5月26日、無事にサイパンへ到着、護衛任務は成功した。
6月のミッドウェー海戦には第二艦隊司令長官近藤信竹中将指揮する第二艦隊攻略部隊の一員として参加した。輸送船団の護衛として防空戦にあたるものの、南雲機動部隊主力空母4隻(赤城、加賀、蒼龍、飛龍)の喪失により撤退する。雪風の乗組員は炎上する赤城を視認している。
雪風ら第16駆逐隊は第18駆逐隊（霞、霰、陽炎、不知火）と共に神通以下第二水雷戦隊として行動し、それぞれ6月13-15日トラック泊地滞在、20-21日横須賀へ着いた。以後、横須賀にて修理整備作業に従事。駆逐艦長は菅間良吉中佐に変わる。7月14日、大規模な艦隊再編制により雪風以下第16駆逐隊は第十戦隊に所属することになった。隼鷹型航空母艦2番艦飛鷹の訓練の随伴任務と一度のサイパン方面護衛任務についたのち、第16駆逐隊の僚艦時津風と共に輸送船南海丸を護衛を命じられた。南方へ航海中、途中で第八艦隊旗艦・重巡洋艦鳥海（第八艦隊司令長官三川軍一中将座乗）と合同。鳥海護衛任務を第9駆逐隊（朝雲、峯雲）と交替し、7月30日（一部著作では7月26日）、ラバウルへ到着した。既に雪風と時津風は重巡洋艦最上（ミッドウェー海戦で大破）の本土回航護衛部隊に指定されており、輸送・護衛任務完了後トラック泊地に向かった。トラック到着後、最上と明石を護衛して8月5日正午トラック泊地を出発、各艦は8月11-12日に佐世保・呉へ到着した。この護衛作戦中に、アメリカ軍はウォッチタワー作戦を発動してガダルカナル島及びフロリダ諸島に上陸、ガダルカナル島の戦いが始まった。第16駆逐隊は8月8-9日の第一次ソロモン海戦に参加できなかった。

### ソロモン海での戦い
9月4日、大鷹型航空母艦2番艦雲鷹を護衛して横須賀を出港、トラックに進出した。サボ島沖海戦の翌日10月12日、雪風は第16駆逐隊の僚艦天津風と共にヌデニ島のグラシオサ湾（サンタクルーズ諸島）を偵察、砲撃した。ヌデニ島はアメリカ軍の飛行艇基地などがあり、9月11日以来日本軍は潜水艦や駆逐艦によって三度に渡って砲撃を加えていた。
雪風ら第16駆逐隊の4隻は、10月21日、第三艦隊(南雲機動部隊)を護衛してサンタクルーズ海域に進出。10月26日からの南太平洋海戦には第一航空戦隊の翔鶴、瑞鶴、瑞鳳、第七戦隊の熊野、第4駆逐隊の嵐、舞風、第17駆逐隊の浜風、第61駆逐隊の照月らと共に参加した。当初、雪風は第三艦隊旗艦の翔鶴の直衛だったが、21日から26日にかけて機動部隊が南下、北上を繰り返す間に艦隊の陣形は変更され、24日には翔鶴の無電代理を行った第4駆逐隊の嵐が翔鶴の直衛兼通信担当に、雪風は空母瑞鶴の護衛になっている。26日、連合軍空母エンタープライズ及びホーネットの艦載機の空襲を受けた。当初瑞鶴はスコールに隠れて敵が来なかったため、雪風は翔鶴の護衛に加わり対空戦闘を行った。翔鶴、瑞鳳が被弾により撤退した後は瑞鶴を護衛してアメリカ軍機と交戦した。この後、瑞鶴に収容された瑞鳳艦載機搭乗員は「失礼ながら高みの見物しかできなかったが、見事な戦闘だった」と瑞鶴、雪風の戦いを振り返っている。戦闘後は味方機の収容に当った。日没後、雪風と瑞鶴は敵に発見される危険を冒しながら探照灯により空母の位置まで味方機を誘導し、海面に不時着した機の搭乗員を救助した。この一連の功績により、海戦後、山本五十六連合艦隊司令長官より感状を授与されている。戦闘後、第16駆逐隊や第17駆逐隊の姉妹艦は損傷艦の護衛任務に従事して内地へ帰投、トラック泊地に残る第16駆逐隊は雪風と天津風の2隻となった。
11月、ガダルカナル島の戦局は日本軍不利に傾いていた。日本海軍連合艦隊司令部は第十一戦隊（司令官阿部弘毅中将）の金剛型戦艦2隻（比叡、霧島）によるガダルカナル島ヘンダーソン飛行場砲撃を行うことを決定した。雪風は第16駆逐隊の僚艦天津風、第十戦隊旗艦長良、第61駆逐隊の照月、第6駆逐隊の暁、雷、電、第四水雷戦隊旗艦朝雲、第2駆逐隊の村雨、五月雨、夕立、春雨、第27駆逐隊の時雨、白露、夕暮らと共に飛行場砲撃を行う挺身艦隊に編入され、ガダルカナル島に進出した。第十戦隊の任務は、第十一戦隊直衛ならびに敵警戒艦艇の排除であった。アメリカ軍も日本軍を迎撃すべく集結し、両軍の間で第三次ソロモン海戦が発生した。11月12日深夜から11月13日未明にかけての第三次ソロモン海戦第一次夜戦は予期せぬ夜間艦隊戦となり、大混戦となる。斉藤通信士(雪風艦橋勤務)によれば、激しい撃ち合いは一瞬で終わり、魚雷を発射したかも定かではないという。この戦闘で、第16駆逐隊からは天津風が大破（缶室浸水、戦死45名・負傷25名、速力16ノット）という被害を出した。雪風も友軍艦艇の誤射により若干の浸水が発生した。アメリカ軍に対しては、00時15分に巡洋艦に対し照射砲撃、00時25分にマハン型駆逐艦に対し照射攻撃、『何れも撃沈確実と認む』と報告した。実際のアメリカ軍被害とは異なるものの、雪風は防空巡洋艦1隻（長良、春雨と共同）・駆逐艦1隻（長良と共同）を撃沈したと認定された
アメリカ側の調査によると、この海戦で雪風は駆逐艦USSカッシング（DD-376）（春雨と共同）と駆逐艦USSラフィー（DD-459）（比叡と共同）を撃沈したとされる。カッシングは雪風と春雨の攻撃により航行能力と砲の機能を失い激しく炎上した後に沈没。ラフィーには雪風の12.7cm砲弾が3発、比叡の35.6cm砲弾が2発命中。さらに雪風の魚雷1本がラフィーの艦尾に命中。ラフィーのファン部分とプロペラは吹き飛ばされ、竜骨も折れて動力を喪失。大火災が発生して艦尾弾薬庫の爆発により沈没したとある。
第一次夜戦終了後、雪風は操舵不能となった挺身攻撃隊旗艦比叡を駆逐艦照月、第27駆逐隊（時雨、白露、夕暮）と共に護衛せよとの命令を受けた。なお、挺身攻撃隊の指揮権を継承した第十戦隊司令官（旗艦長良に乗艦）が比叡の護衛を命じたのは照月、時雨、白露、夕暮の4隻である。戦場離脱を命じられ一隻で航行中だった雪風はその途中で長良と遭遇、手旗信号によって比叡が航行不能に陥り火災発生中であると伝えられると、比叡の救援に急行した。長良は破損により艦が傾斜した状態であったため、海域を離脱した。比叡の救援に向かう途中、被害箇所（医務室）の修理を行った際弾丸の破片が見つかったが、弾底部に佐世保軍需部の印があった事から味方の誤射であったと判った。雪風砲術科の兵は「比叡の副砲の弾だろう」と推測している。
午前4時20分、雪風は最も早く比叡の元に到着した。午前5時5分、日の出と共に制空権を握るアメリカ軍の空襲が始まる。午前6時、4隻の駆逐艦（照月、時雨、白露、夕暮）が到着し、護衛駆逐艦は5隻になった。比叡は通信能力を喪失していたため、第十一戦隊司令部は最初に現場海域に到着した雪風への移乗を決定。午前6時15分、比叡に乗艦していた阿部中将らが移乗し、雪風は戦隊旗艦となった。この時、戦艦用の大きな中将旗をマストに掲げた為に敵機の目標となったとある。至近弾によって汽缶に亀裂が入り発電機も故障した雪風は最大速力発揮不可能となり、爆弾の破片を頭部に受けた白戸水雷長が重体となった。時雨以下各艦も損害が累加していった。比叡にも複数の爆弾と魚雷が命中し舵復旧の見通しも立たず、曳航するはずだった霧島も退避したため、司令部は救援の見込みがなくなった比叡の処分を命じた。雪風は比叡乗組員の救助を行い、阿部司令官は第27駆逐隊（時雨、白露、夕暮）に魚雷2本の用意を命じ、比叡の雷撃処分を命じた。だが、山本連合艦隊司令長官より処分中止の命令があり、第27駆逐隊の司令駆逐艦時雨に中止命令が出た。一方で、第十一戦隊司令部と連合艦隊司令部との間では、比叡の処分を巡ってやりとりがあった。その後、ヘンダーソン飛行場砲撃を企図する第七戦隊（指揮官西村祥治少将/鈴谷、摩耶）との同士討ちをさけるため一旦避退を決定。雪風以下各艦は比叡を残して現場海域を離れた。深夜、連合艦隊より比叡の状況を確認せよとの命令がありサボ島海域に戻り30分ほど捜索するが、比叡を発見できず、第十一戦隊は「比叡は沈没した」と判断してソロモン海を離れた。雪風戦闘概報によれば、比叡護衛中における被害は以下の通り。
なお、吉田俊雄（元軍令部参謀で、第3次ソロモン海戦には参加していない）などの一部著作では、比叡は雪風により雷撃処分されたとしている。だが戦闘詳報や雪風乗員の証言には魚雷発射の記録はなく、雷撃処分を命じられたのは前述のとおり第27駆逐隊の時雨、白露、夕暮であり雪風には下されていない。雪風では比叡護衛中の空襲によって白戸水雷長が頭部を負傷し重体であり、雷撃処分指令を受理できる状況ではなかった（白戸大尉は開戦以来雪風の水雷長を務めたが、この負傷により退艦。頭部弾片の摘出はできず、戦後まもなく逝去）。
比叡艦長の西田正雄大佐は、第三次ソロモン海戦から一週間後に作成した戦闘詳報の草稿の中で「雪風に収容された後、GF司令部から「比叡の処分待て」の命令があり、それならば比叡に帰還すべきと申し出たが許されず、遂に比叡をそのままにして海域を離れた」と記し、比叡の雷撃処分が実行されていないと証言している。当時の雪風水雷員兼暗号担当は連合艦隊からの命令により比叡処分は中止となったと述べている他、この時比叡を護衛していた照月主計長も駆逐艦による雷撃処分は中止されたと証言している。比叡の雷撃処分は「比叡のキングストン弁は開放されていなかった」と言う吉田俊雄の疑念に基づく考察だったが、比叡発令所所長の柚木哲や、比叡砲塔長の安田喜一郎が自沈のため比叡の注水弁が開かれたと言う証言を残している。吉田俊雄も後年の著書で「比叡はキングストン弁開放による自沈」と記し「雪風が雷撃処分を行った」とする自らの見解を翻している。
比叡沈没後、雪風以下損傷艦は第三次ソロモン海戦第二夜戦に参加できずトラック泊地へ向かった。18日にトラック泊地帰投後、十一戦隊司令部は雪風から戦艦陸奥に移乗して同隊解隊手続きに入った。雪風は工作艦明石から修理を受けた。12月9-10日、雪風は初雪と共に空母飛鷹を護衛して内地に到着した。天津風も12月20日に呉軍港に帰還した。
1943年（昭和18年）1月10日、第16駆逐隊の初風がガダルカナル島輸送作戦でアメリカ軍魚雷艇と交戦し大破、長期修理となった。1月19日、雪風は大和型戦艦2番艦武蔵、第一航空戦隊の空母瑞鶴、瑞鳳、軽巡洋艦神通、第十駆逐隊の秋雲、夕雲、巻雲、風雲と共に内地発、1月23日トラックに到着した。雪風は第十駆逐隊と共に南東方面部隊に編入され、さらに外洋部隊（第八艦隊）に編入となり、ラバウルへ向かう。この航海の途中、米潜水艦に撃沈された海軍徴傭船平洋丸の短火艇が漂流している所を発見し、艇に乗っていた生存者50名を救助した。救助した中に南方慰問団の団員が含まれており、この年の2月20日、この慰問団がトラック泊地入港中の大和艦内で演芸会を開催した際、雪風乗員は招待を受けている。

### 第十六駆逐隊
1943年（昭和18年）2月1日より3回におよぶガダルカナル島撤収作戦（ケ号作戦）に参加、大成功を収めた。第一次作戦では巻雲が沈没、巻波が大破した。第二次作戦では舞風が大破し、江風と黒潮が損傷した。第三次作戦では磯風が大破した。駆逐艦が次々と損傷する激しい任務を雪風は無傷で完遂した。
最終の第三次作戦を前に、この作戦を直接指揮した第八艦隊司令部は駆逐艦の出撃を渋っている。二回の撤収で既にアメリカ軍に作戦が見破られたとの懸念に加え、連合艦隊は駆逐艦の喪失激減に悩んでおり、第八艦隊司令部は、第三次作戦は方式を変更し、駆逐艦ではなく大発などの舟艇により島伝いに脱出させようとの意見を出した。これに対し陸軍側は、田沼参謀次長、第十七軍の宮崎参謀長らが海軍の作戦会議に出席し、舟艇による脱出は成功の可能性が下がるとして駆逐艦の出撃を要請。議論が平行線を辿った時、雪風の菅間艦長と浜風の上井艦長から「予定通り駆逐艦でやるべき」との発言があり、臨席していた駆逐艦長全員もこれに賛同し、第三次作戦も駆逐艦隊で行う事が決定した。南東方面艦隊司令部は参加する駆逐艦の四分の一（五隻）沈没、四分の一損傷の合計十隻の損害を予想したが、はるかに少ない損害でガダルカナル島撤収作戦は予想以上の戦果をあげた。
2月末、雪風は第16駆逐隊の僚艦時津風と共に第三水雷戦隊司令官木村昌福少将（旗艦白雪に乗艦）の指揮下に入り、第11駆逐隊の白雪、第8駆逐隊の朝潮、荒潮、第9駆逐隊の朝雲、第19駆逐隊の浦波、敷波と共に輸送船団8隻を護衛してラエへ向かった。3月2-3日、アメリカ軍・オーストラリア連合軍機の空襲（反跳爆撃）によって輸送船団が全滅し、3000人が戦死するビスマルク海海戦が発生した。3月2日の空襲の際、旭盛丸が沈没すると、雪風、朝雲は旭盛丸に乗っていた陸軍第58師団兵918名を救助し、一旦船団を離れ目的地のラエに急行する。雪風に乗せていた第51師団師団長以下司令部30名と共に無事揚陸させた。雪風と朝雲は翌3日早朝、輸送船団に復帰するが、この日も連合軍爆撃隊の空襲を受け輸送船団は全滅、護衛の駆逐艦も半数（8隻中4隻）が撃沈された。雪風は時津風乗員を収容した後（時津風は3月4日、日本軍航空隊およびアメリカ軍航空隊の爆撃で沈没）、朝雲、敷波、浦波と共に戦場を一度は離脱。浦波と救援に駆け付けた初雪に救助した兵を移乗させた後、深夜、朝雲、敷波と共に再び戦闘海域に戻ると、漂流中の荒潮を発見し生存者100名を救助した。
3月4日、雪風はカビエン寄港の後5日ラバウルに到着する。救助した兵を病院船まで送ると、6日朝に工作艦山彦丸に横付けして艦の整備を始めたが3月5日の ビラ・スタンモーア夜戦で沈没した2隻の駆逐艦（村雨、峯雲）に代わりコロンバンカラ方面への輸送任務に出撃するよう命令を受けたため同日午後整備を中止。3月7日早朝、雪風はラバウルを出発し、3月8日、朝雲、長月、浦波、敷波と共にコロンバンガラ島輸送作戦を実施する。13日、今度は朝雲、長月と3隻でコロンバンガラ島輸送に従事する。この時、3月5日のビラ・スタンモーア夜戦で撃沈された村雨と峯雲の生存者（第2駆逐隊司令と種子島洋二村雨艦長含む）を収容し、ショートランド泊地へ送り届けた。その後、約2か月間ソロモン海域で輸送任務に従事した。
この頃、第16駆逐隊で無事に行動していたのは雪風だけで、天津風は修理の後に南東方面部隊に編入、初風は7月まで修理を行っていた。4月2日から3日にかけて雪風は天霧、望月と共にサンタイサベル島レカタ基地への輸送任務に従事。3月29日の天霧らの輸送分と併せて兵員300名、弾薬、糧食など250トンを同基地へ運んだ。同3日、レカタを出発するとブインで第38号哨戒艇と合流後、亜豊丸、宝運丸、厚丸を護衛してラバウルへ向かった。5日ラバウル着。10日には雪風、五月雨、夕雲、秋雲によるニューギニア島フィンシュハーフェンの輸送任務が実行される。雪風と五月雨はニューブリテン島南側航路でフィンシュハーフェンを目指したが、途中で偵察隊に発見されたためラバウルへ帰投。同島北側航路でフィンシュハーフェンへ向かった夕雲、秋雲はニューブリテン島ツルブへ目的地を変更した。12日、雪風と五月雨はニューブリテン島北側を通って再びフィンシュハーフェンへ向かったがツルブへ目的地を変更し、13日に兵員、物資を揚陸した。18日、水上機母艦神川丸をトラックまで護衛。21日にトラック到着。4月27日、第16駆逐隊司令が荘司大佐から島居大佐に交代となり、雪風に着任した。
1943年（昭和18年）5月、アリューシャン列島アッツ島にアメリカ軍が上陸してアリューシャン方面の戦いが不利になったため、トラック泊地の連合艦隊主力艦艇は順次内地へ帰投する。
5月3日、雪風は第十戦隊の阿賀野、夕雲、秋雲と共に第一航空戦隊の瑞鶴と瑞鳳を護衛してトラック泊地を出発。5月8日に呉に到着した。
5月11日、大和、榛名、雲鷹、沖鷹らの護衛のため大分沖に移動の後、12日、大和、榛名を護衛して呉に入港（雲鷹、沖鷹は長波らに護衛され横須賀に向かった）。ここで乗員に休暇が与えられる予定だったが、アリューシャン方面の戦局が予想以上に悪化したため、雪風にも第一航空戦隊護衛として出撃命令が下る。5月23日までに木更津沖に向かい、北方作戦出撃の準備を進めるが、29日にアッツ島陥落の報を受け出撃は中止。横須賀へ回航の後、6月1日に改装のため呉に入港した。呉での改装では25mm機銃の増設とともに、当時の最新兵器であった逆探が装備されている。

### 昭和十八年中盤以降の行動

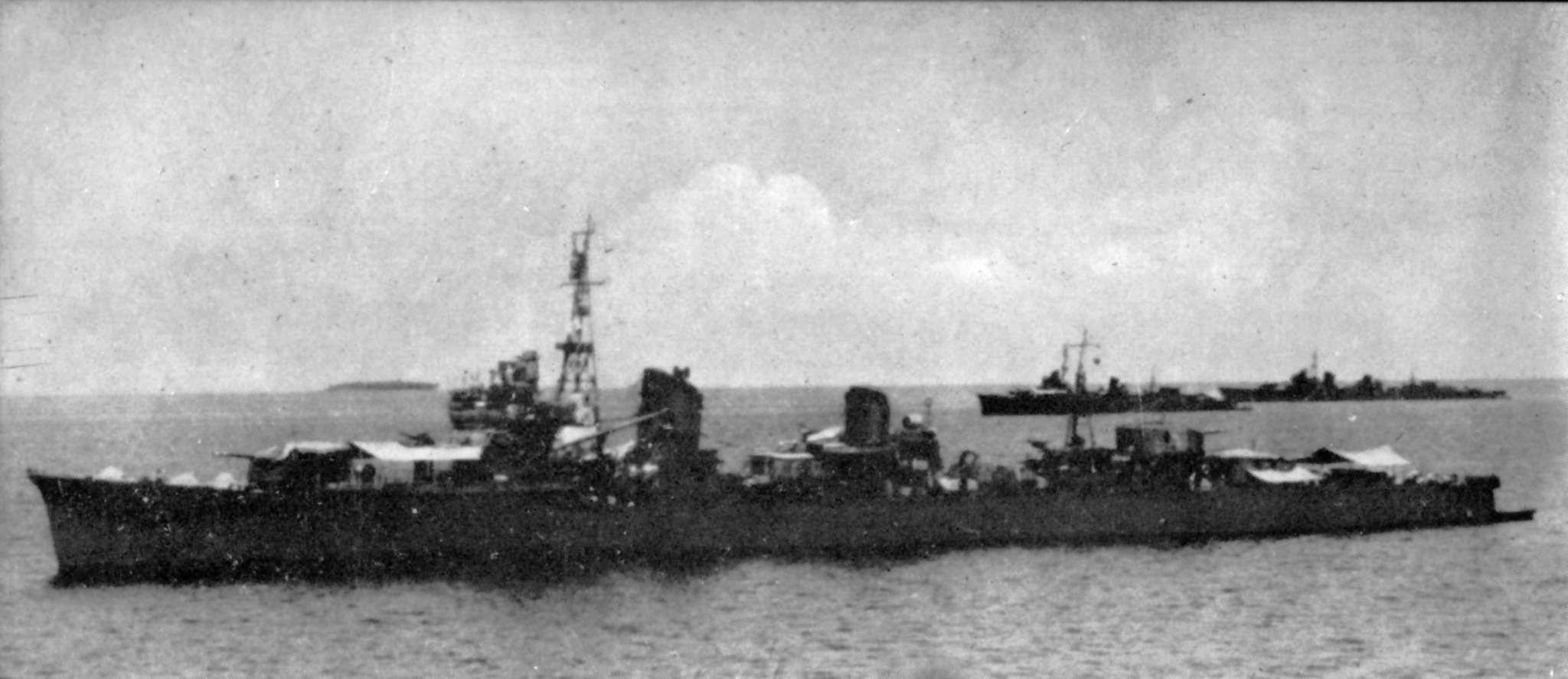
1943年（昭和18年）7月中旬、ラバウル湾内にて給油艦鳴戸から撮影された雪風。後方の2隻は同型の陽炎型駆逐艦（谷風、浜風）。

6月15日、前進部隊に編入された。6月16日、雪風は第三戦隊司令官栗田健男中将の指揮下、第三戦隊（金剛、榛名）、第七戦隊の熊野、鈴谷、空母龍鳳、大鷹、冲鷹、軽巡洋艦五十鈴、第7駆逐隊の潮、曙、漣、第27駆逐隊の時雨、夕暮、有明、第17駆逐隊の浜風、谷風、秋月型駆逐艦新月、夕雲型駆逐艦清波らと共に16日に横須賀を出港、南方へ進出した。6月21日に到着後、雪風、浜風は第四水雷戦隊（旗艦長良）の指揮下に入り、四水戦司令官の指揮下でナウル島への輸送任務を命じられる。第一次輸送隊（浜風、谷風、第十四戦隊の那珂と五十鈴）は22日にトラックを発ち、25日ナウル島に到着。浜風のみ同地に残った。雪風は長良と共に第二次輸送隊として23日にトラックを出撃。26日4時半頃にナウル島へ到着、輸送人員と物件を揚陸した。同日8時46分、雪風、長良は浜風と合流してナウル島を出発、トラックへの帰途に就く。同隊は10時20分頃に敵の大艇を発見するが、何事もなく遠ざかった。27日、トラックへ向かう長良、雪風、浜風は、ナウルへ向かう時雨、駆潜艇28号、秋葉山丸とすれ違った。トラックに戻ると、ラバウルへ向かう重巡洋艦鳥海の護衛任務を命じられる。6月30日、雪風は第四水雷戦隊の指揮下を離れて外南洋部隊に属し、鳥海、谷風、雪風、涼風、浜風、江風（故障で引き返す）はラバウルへ向かった。その後、ブインとラバウルを往復した。7月5日、浜風、谷風護衛の元にブインからラバウルへ回航中の給油艦鳴戸を迎えるため、早朝2時に出港。同日正午頃、鳴戸、浜風、谷風と共にラバウルに帰投すると、直ぐに第十一戦隊航空司令部の人員150名と物件、大発一隻を輸送する新たな任務が命じられ、同日夕刻、鳥海、夕暮と共にラバウルを出港。翌7月6日の正午頃、ブインに入泊し人員と物件を揚陸した。
7月5日、クラ湾夜戦で増援部隊指揮官秋山輝男第三水雷戦隊司令官が新月 (第三水雷戦隊旗艦）沈没時に戦死し、第三水雷戦隊司令部も全滅する。新たに鳥海艦長有賀幸作大佐が増援部隊指揮官に任命され、雪風は鳥海の代艦として、7月6日から9日まで、わずか3日間だけであったが第八艦隊旗艦を務めている（八艦隊長官鮫島具重中将の所在はブインの第一根拠地隊司令部）。後任の第三水雷戦隊司令官伊集院松治少将（前職、戦艦金剛艦長）は7月7日附で任命され、7月10日に旗艦川内に着任した。第三水雷戦隊の準備が整うまでの間、連合艦隊は第二水雷戦隊（司令官伊崎俊二少将、旗艦神通）を増援部隊指揮官に任命し、南東方面部隊への作戦参加を命じる。7月9日、第八艦隊長官鮫島中将は鳥海に将旗を掲げ、鳥海、川内、警戒隊（雪風、夕暮、谷風、浜風）、輸送隊（皐月、三日月、松風、夕凪）から編成される水上部隊を率いてブーゲンビル島・ブインを出撃、コロンバンガラ島輸送には成功したが米艦隊と遭遇せず、水上戦闘は生起しなかった。警戒隊の雪風は夕暮と共にニュージョージア島ポリ岬のアメリカ軍に対して艦砲射撃を行った。
7月12日、雪風は増援部隊指揮官伊崎俊二第二水雷戦隊司令官（旗艦神通）指揮のもと、コロンバンガラ島守備隊への物資輸送に参加する。日本艦隊の出撃は 沿岸監視員によって察知されており、通報を受けた連合国軍は輸送作戦を阻止するためアメリカ・オーストラリア連合艦隊の第36.1任務群を出動させる。22時35分には第36.1任務群に先行する索敵機によって航行中の日本艦隊が発見された。

一方の日本艦隊は、ほぼ同時刻の22時30分頃に雪風に装備されたばかりの逆探が敵の電波を捉えていた。スコールのため敵を視認できず、初の実戦となる逆探の性能に不安を感じつつも、神通の伊崎司令官は雪風の電探室の報告に従い艦隊を進ませた。22時57分、第九三八航空隊の水上偵察機より敵艦艇4隻発見の報が届き（発見は22時44分）、更に同時刻に雪風が敵艦隊の電波を逆探知すると、伊崎司令官は輸送隊を退避させ身軽な警戒隊6隻のみで第36.1任務群の攻撃へ向かう。警戒隊は先頭から三日月-神通-雪風-浜風-清波-夕暮という単縦陣を形成していた。

22時59分には第36.1任務群のレーダーも日本艦隊を探知。戦闘準備を整えた日米両艦隊は急速に接近し、約6千mの距離で魚雷戦、砲戦を開始する。戦闘序盤に敵軽巡1隻と旗艦神通が大破（後沈没）した後は、雪風が警戒隊の指揮を執り連合軍艦隊へ再攻撃をかける。雪風、浜風、清波、夕暮はスコールに紛れて敵駆逐艦隊の追跡を撒き、魚雷の次発装填を完了。敵本隊への再突撃の際もスコールを利用して6.5千 - 7.4千mの距離まで接近（敵艦隊は接近する雪風らの存在はレーダーで確認できたが、敵味方の区別はつかなかった）、魚雷攻撃により連合国側の軽巡2隻大破、駆逐艦1隻撃沈・2隻大破の戦果を上げ、コロンバンガラ島への上陸作戦も成功した。雪風は巡洋艦3隻撃沈を主張した。

神通を失った後の雪風らの反撃について、戦争・兵器・船舶史家の木俣滋郎は「日本駆逐艦の攻撃は水際立っていた」と高く評価している。米国の戦史家のサミュエル・エリオット・モリソンも、魚雷の再装填に一時間を要したクラ湾夜戦と比較して、スコールの中18分で再装填を完了し再攻撃を成功させた雪風らを「remarkably fast（異常な速さ）」と記した。

この戦闘で中枢の巡洋艦が全て損傷した第36.1任務群は修理のため戦線に復帰する事ができず、以降のソロモン方面における作戦で戦力外となった。一方の日本海軍は7月20日に第四水雷戦隊（司令官高間完少将、旗艦長良）を解隊し、高間少将を第二水雷戦隊司令官に任命。駆逐艦時雨以下四水戦戦力と二水戦残存部隊を合流させ、二水戦を再建することになった。この戦いで雪風の逆探を操った高井通信士も同日付で雪風を退艦となり、その後、見張りレーダー指揮官（分隊長）として航空母艦瑞鶴へ転出した。高井通信士は前年10月のサボ島沖海戦で重巡洋艦古鷹に乗り組み、敵のレーダー攻撃を受けて母艦を喪失していたため、雪風の逆探に期待する所があったと言う。
7月18日より、雪風は重巡洋艦熊野、鈴谷、鳥海、水雷戦隊（軽巡川内、浜風、清波、夕暮）と共に夜戦部隊指揮官西村祥治第七戦隊司令官に率いられラバウルを出港、翌19日に輸送部隊（三日月、水無月、松風）と合流し、これを護衛してコロンバンガラ島へ輸送に向かった。7月20日、輸送隊と分離して敵艦隊を索敵中だった雪風らの水雷戦隊はアメリカ軍機の夜間爆撃を受け、艦隊の右舷後方にいた夕暮に魚雷が命中、艦体切断により轟沈、熊野が魚雷1本命中という被害を受けた。夕暮の生存者の救助に向かった清波も2時間後の通信を最後に消息を絶ち、総員戦死と認定された。豊田穣の著書に「回頭によって艦隊の右舷先頭が雪風から夕暮に入れ替わった」と書かれているが、第七戦隊戦時日誌によれば、空襲時の右舷先頭は清波で、夕暮は右舷後方で魚雷を受けており、雪風と夕暮の位置の入れ替わりはなく、当時の記録と豊田の著書には矛盾がある。
また豊田によれば、当時雪風の水雷員だった大西喬兵曹の日記の中に「夕暮が雪風の身代わりになったと噂する雪風乗員もいた」の記述があったとされる。豊田が著書で引用した大西兵曹の日記は以下の通り。
しかし大西兵曹は豊田の著書の15年前に日記を基にした回想記を出版しているが、大西兵曹の同日の日記は以下の通りで、大西兵曹が聞いた同僚の声は豊田の著書で書かれた内容と異なっており、身代わりになったと噂する雪風乗員に関する記述はない。
豊田の著書（『雪風ハ沈マズ』、1983年1月初出）と同じ年にも大西兵曹は回想記を出版しているが（『艦隊ぐらしよもやま物語』1983年4月初出）、同著の昭和18年7月20日の記述でも大西兵曹が聞いた同僚の声は「清波もおらんじゃないかー」であり、15年前と変わっていない。
大西兵曹は戦後に雪風乗員らが編集した著書においても「空襲の直前に艦隊が一斉回頭し、艦隊の左右の列が入れ替わった事で雪風が命拾いをした」とする説に対し、被弾沈没せずに済んだのは強運だったが、この夜は明け方まで雪風や味方艦隊は敵数十機による激しい空襲を受けており、雪風が難を逃れたのは一斉回頭のお陰であったかは判らないと述べている。
7月23日、雪風、三日月、浜風はコロンバンガラ島への輸送を実施。初めてベララベラ島とガノンガ島間のウィルソン海峡を通過し、アメリカ軍魚雷艇12隻を撃退して揚陸に成功した。
7月25日、或いは7月26日正午、雪風は浜風と共に20日の夜間空襲で損傷した重巡洋艦熊野と給油艦風早を護衛する任務を受けてラバウルを出発。7月27日の午前1時頃、雪風の見張り員が浮上航行中の米潜水艦を発見。熊野と風早に変針するよう連絡すると、浜風と共に急速潜航した敵潜水艦に対し爆雷攻撃を行ったが、無線電話が積まれていなかった風早はそのまま進んでしまい、敵潜水艦の放った魚雷1本が命中。幸運にも浸水程度の微損で済んだため、4隻とも7月29日に目的地のトラックへ無事到着した。当時の雪風乗員は、無線機器も積まない特務艦艇を前線に送る司令部を「警戒に対する配慮が無さすぎる」と回想している。
8月28日、熊野の呉回航を護衛し、9月2日に内地へ帰還した。呉で25mm機銃を増設すると、10月6日に空母龍鳳を護衛して出港し、19日シンガポールに到着した。往路だけで2回敵潜水艦と遭遇したが、雪風の迎撃により日本艦艇に被害は出ていない。コバルト、ニッケル、ゴムなどの材料を搭載すると、10月25日に龍鳳を護衛してシンガポールを出発し、往路と同じ海南島の三亜市を経由して11月5日呉へ帰還した。当時、第27駆逐隊司令原為一大佐は11月2日深夜から3日未明のラバウル空襲の際、敵の空襲を予見し港外に仮泊して難を逃れた雪風の姿を見ているが、雪風乗員の回想には、ラバウルで空襲を回避するため転錨したのは1943年3月の事との記述や、雪風を港外の入江に移して敵の空襲を避けたのは寺内艦長の時期だった（1943年12月に着任）との記述があり、日時や場所については関係者間の記憶の錯綜が考えられる。
12月3日をもって、第16駆逐隊の雪風と天津風、軽空母千歳は海上護衛総司令部（11月15日に設立）の指揮下に入った。11月15日から12月14日(17日とも)、雪風、千歳、天津風は、靖国丸、伊良湖の輸送船2隻を護衛して日本-トラック泊地間を往復した。12月5日、トラック島付近で米潜水艦一隻撃沈の戦果を上げたと記録している。12月7日、トラック泊地で第16駆逐隊の司令駆逐艦が天津風より雪風に変更。14日、横須賀に到着した。
12月17日、司令駆逐艦は天津風に復帰。同日、呉に帰港。雪風艦では艦長が菅間良吉中佐から寺内正道少佐に交代となり、第16駆逐隊司令も島居大佐から吉川文二大佐に交代となった。この間、雪風では3度目の改装が行われた。2番主砲塔（艦尾側）を撤去して九六式二十五粍高角機銃3連装2基を設置するなど、九六式二十五粍高角機銃（3連装、単装）がハリネズミのように増設され対空装備の強化が図られた。電探（レーダー）は前部マストに対水上用22号、後部マストに対空用13号を装備した。

### 昭和十九年初旬の行動
1944年（昭和19年）1月4日、雪風は天津風、空母千歳と共に第一海上護衛隊司令官の指揮下に入った。10-11日、第16駆逐隊の雪風、天津風は千歳と輸送船4隻を含むヒ三一船団（運航指揮官細谷資彦大佐）を護衛して北九州の門司を出発、シンガポールに向かった。1月16日、雪風は浮上する米潜水艦を発見。すると天津風が米潜水艦の攻撃に向かい、雪風は船団護衛に戻った。直後、天津風が米潜水艦レッドフィンの雷撃で艦橋を含む艦前部を切断喪失して漂流、古川駆逐隊司令も戦死した。輸送船団はそれ以上の被害を受けることなく1月20日シンガポール到着。天津風は行方不明の後、1月23日に船体後部が漂流しているところを捜索機に発見され駆けつけた若竹型駆逐艦朝顔の曳航によりサイゴンに回航された。1月25日、ヒ三二船団の輸送船6隻（御室山丸、建川丸、北陸丸、玄洋丸、黒潮丸、鮫島丸）を護衛してシンガポールを出撃、途中でマニラから来た海防艦三宅（天津風の代艦）が船団に合流する。2月1日、船団は米潜水艦ホエールの雷撃で撃沈された輸送船たるしま丸の生存者多数（救難用ハシケ乗船、漂流13日目）を発見、三宅は54名、雪風は57名を救助した。2月3日（4日とも）千歳は分離して佐世保入港、その他は門司に到着した。雪風は三宅からたるしま丸の生存者を受け入れた。2月5日、雪風と千歳は原隊に復帰している。
2月13日、雪風は空母千歳によるサイパン島航空機輸送任務を護衛するため横須賀を出発。鹿児島で千歳、初霜と合流後、26日にサイパン到着。続いて29日（1944年は閏年だった）、雪風と初霜は千歳を護衛して日本へ向けサイパンを発つが、3月1日、安藝丸船団（安藝丸、崎戸丸、東山丸。護衛駆逐艦朝霜、岸波、沖波）が米潜水艦の雷撃による被害を受けたとの連絡を受け千歳の護衛任務を中断。千歳と分離後、安藝丸船団の救助へ向かう。4日、東山丸をグアムまで護衛すると、更に陸軍兵団を横須賀まで運ぶよう命令が追加される。初霜、東山丸と共にサイパンへ向かい千歳と合流した後、陸軍兵団を乗せた雪風は千歳、東山丸を護衛して7日サイパンを出発、11日に横須賀に到着した。
3月18日、横須賀から徳山沖へ回航後、19日に空母瑞鳳と合流、3月21日、神戸沖で駆逐艦山雲と合流し横須賀まで瑞鳳を護衛した。横須賀到着後に館山へ移動した後、今度は千歳を護衛して西日本へ向かった。雪風は既に2隻の空母（瑞鳳、龍鳳）のサイパン・グアム輸送任務護衛艦に指定されており、伊良湖水道で龍鳳達と合流した後、軽巡洋艦能代、駆逐艦山雲、初霜と共に瑞鳳、龍鳳の護衛任務に就いた。31日、輸送部隊から能代が分離してパラオへ向かい、4月1日には空母龍鳳と護衛の初霜が分離した。4月2日、サイパンにて物資揚陸を行う。アメリカ軍機の空襲や大部隊接近の警報があったものの、各艦とも被害はなく、輸送任務は成功した。4月7日、呉に到着。入渠整備を行うが、新たな護衛任務のため工期を短縮して出渠。4月21日、雪風は島風、早霜と共に戦艦大和、重巡洋艦摩耶を護衛しリンガ泊地へ向かった。5月1日、リンガ泊地に到着。
この頃、相次ぐ任務が重なった雪風の行動を連合艦隊司令部が把握できなくなり、新兵を送り込めなくなると言う珍事が発生している。この年の3月に横須賀の海軍対潜学校を卒業した5名の新兵で、雪風乗組を命じられたものの雪風の所在地が不明だったため着任できず、9月まで雪風の行方を捜しながら呉の海兵団、シンガポールのセレター軍港第十特別根拠地隊と下士官兵集会所、台湾の高雄海兵団を転々とした。その後、二度目となったシンガポールで雪風の僚艦となっていた第十七駆逐隊（後述）の浜風、浦風、磯風とは合流でき、母港の呉に送って貰うと肝心の雪風は出港した後で、呉への航海中にデング熱に罹患した新兵たちは海軍病院へ入院することとなったが、入院中の9月19日に雪風の方から呉へ入港してきたのでようやく着任できた。新兵の一人は着任の際、寺内艦長から「いきなり病気してどうする。しっかりやれ」と励まされたと回想している。同じ時期に兵学校を卒業した別の新兵も雪風の行方が分からず着任できずにいたが、この新兵は呉軍港に滞在していた大和に居候して雪風の寄港を待ったため、大和護衛の任務を命じられた雪風が呉へ入港した際、無事着任している。

### 第十七駆逐隊
開戦時4隻だった第16駆逐隊は、1944年（昭和19年）2月の段階で時津風と初風が沈没、天津風が大破修理中（予備艦指定）のため事実上雪風1隻となっていた。3月31日をもって同隊は解隊し、雪風は第十戦隊(旗艦軽巡洋艦矢矧)に所属する第17駆逐隊の5番艦に編入される。第17駆逐隊は雪風と同じ陽炎型駆逐艦4隻（浦風、磯風、浜風、谷風）で編制され、真珠湾攻撃やミッドウェー海戦を始め、常に最前線で活動している歴戦の駆逐艦戦隊だった。
第17駆逐隊は雪風の編入で一時期前例のない五隻編成の駆逐隊（通常は四隻で編成）となり、五番艦を示す艦船記号は定められていなかったため、雪風は便宜上五角の輪を煙突に記入した。当時谷風に搭乗していた山田看護兵曹（谷風の沈没後は浜風に、更に後に雪風に異動）によれば、「三月二十日付で、第16駆逐隊の雪風が第17駆逐隊に編入され、過去に例のない五隻編成となった。艦マークも五番艦はどうなるのか、谷風乗組員の間では、『雪風は16駆で僚艦を全部食い尽くした』と、あまり歓迎されなかった」と、五隻編成に不満があった事が述べられている。6月1日の時点で、第十戦隊（旗艦矢矧）所属・第17駆逐隊は第一小隊（磯風/駆逐隊司令艦、浦風、谷風）と第二小隊（浜風、雪風）で編成されていた。
同年5月、聯合艦隊主力はタウイタウイ泊地に進出、第17駆逐隊は同地で対潜哨戒任務にあたった。5月14日、寺内艦長が前年まで艦長職だった駆逐艦電が米潜水艦ボーンフィッシュ(USS Bonefish, SS-223)の雷撃で沈没、雪風は電の救助に向ったが電は既に沈没していた。5月16日、雪風と磯風は第五戦隊を護衛してタラカン島へ移動し、18日タウイタウイへ帰投。5月22日、第17駆逐隊の雪風、磯風、浦風は第三航空戦隊千歳の航空機訓練を護衛中、僚艦と共に千歳を雷撃した（命中せず）敵潜水艦の掃討を実施する。その帰路、タウイタウイ泊地湾口に入港する際、岩礁の位置を示す（機雷堰の端を示す）挂灯浮標が、出港した時は点滅していたが、強い潮流により流出していたため、雪風は触礁により推進器の先端（スクリュー）を破損。最大発揮速力が28ノットに低下した。5月24日、第17駆逐隊司令駆逐艦は谷風から磯風に変更となる。雪風は大和型戦艦1番艦大和に横付けし、大和工作班の手で応急修理を行った。ただし第十戦隊の記録によれば、雪風が横付したのは大和型2番艦武蔵とある。5月30日、武蔵（あるいは大和）から離れ、翌日から泊地の哨戒任務に復帰する。だが全速力を出せない状態のため、翌月のマリアナ沖海戦には駆逐艦卯月等と共に第二補給部隊の護衛として参加した（浦風と秋月は6月17日に本隊復帰）。その後、タウイタウイ泊地ではアメリカ軍の潜水艦の活発な行動により次々に駆逐艦が撃沈されてしまった。第17駆逐隊では6月9日に磯風、島風、早霜と対潜哨戒任務中の谷風が米潜水艦ハーダーの雷撃で沈んだ。
6月15日、雪風は浦風と共に第二補給部隊を護衛しギマラス泊地を出発、翌16日深夜、アメリカの潜水艦カヴァラ(USS Cavalla, SS-244)の追跡を受けるが、雪風、浦風の迎撃によりこれを撤退させた。17日に卯月と合流（浦風、秋月が分離）、18日には第一補給部隊（響、速吸）等と合流した。
6月19日、日本海軍とアメリカ海軍空母機動部隊との間でマリアナ沖海戦が開始された。同日深夜、後方で待機中の雪風ら補給部隊に燃料補給のため前線へ進出せよとの命令が下る。20日朝、補給部隊は本隊、機動部隊と合流し、同日正午より洋上補給のため本隊の後尾に続航したが、13時20分から14時15分にかけて、敵の空襲警報を受けた本隊と機動部隊は補給を中止して撤退を開始。低速の油槽船（速吸、日栄丸、国洋丸、清洋丸、玄洋丸、あづさ丸）と、これを護衛する雪風ら駆逐艦隊（響、初霜、夕凪、栂、卯月）は置き去りとなった。玄洋丸の戦闘詳報によれば本隊から補給部隊に対し退避命令が出たのは15時45分になってからとある。
雪風ら補給部隊は油槽船の最大船速（15ノット）で本隊を追ったが、17時頃に水平線の向こうへ本隊の姿を見失う。17時40分頃、補給部隊は機動部隊から5万m後方に離された海域でアメリカ軍艦載機の空襲を受けた。雪風は探照灯でアメリカ軍機搭乗員の目を眩ませる奇策を用い3機を撃墜。補給部隊からは速吸に爆弾が命中して火災発生（間もなく鎮火）、清洋丸に爆弾が命中して火災炎上、玄洋丸が至近弾により機関が停止する（軽傷2名のみ）被害が出た。清洋丸は航行不能の上、船体救助の見込みもなく、雪風により雷撃処分された。機関故障のみの玄洋丸は曳航が検討されたが、海域からの離脱が遅れ敵艦隊の追撃を受ける恐れがあったため、卯月により砲撃処分となった。雪風ら駆逐艦は残った6隻の油槽船を護衛して翌21日に本隊と合流。瑞鳳艦載機搭乗員の証言に「補給部隊のタンカーが今日も待っていてくれて誠に有難い」と記されている（但し時間の消費を恐れた艦隊司令部の判断により21日の味方への補給は断念された）。マリアナ沖海戦は日本軍の完敗で終わり、雪風ら第二補給部隊は23日、ギマラスに回航した。
6月26日、給油艦部隊（速吸、日栄丸、梓丸）らの護衛中、ペピタン礁で座礁するが僚艦（響、夕凪、速吸）の支援により窮地を脱した。但し、この座礁を記した第10戦隊の戦時日誌と第一補給部隊の戦闘詳報、給油船の戦時日誌、雪風乗員らの証言とでは、マリアナ沖海戦後の雪風と響、日栄丸、速吸らの航路や行動記録、補給船団と護衛駆逐艦隊の編成が合致しておらず（日栄丸、梓丸、国洋丸、興川丸、良榮丸の補給部隊は初霜、卯月、満珠、22号海防艦が護衛し、速吸、旭邦丸の補給部隊の護衛は響、夕凪とあり、ふたつの船団は別々に行動しており、そのどちらにも雪風は含まれていない）、この座礁は5月22日の触礁の件が誤って記録されてしまった可能性がある。
6月28日、雪風は推進器修理のため単艦で日本に向け出発、7月3日、雪風は呉軍港に到着した。この航海の途中、台湾沖で筏で漂流中の陸軍軍人や軍属約90名を発見し救助している。この時の漂流者の乗船が樽島丸（たるしま丸）であったとする記述が一部の乗員の回想録にあるが、たるしま丸は米潜水艦の攻撃により1月17日に沈没し、同じ頃、ヒ三二船団の護衛任務中だった雪風が海防艦三宅と共にたるしま丸の生存者を救助したとする記録もある。一方、第十戦隊の戦時日誌によればヒ三二船団の護衛に三宅は含まれていないが、「（「たるしま丸」生存者の救助は）シンガポールからの復路（2月）だったと記憶していたが、マリアナ沖海戦後だったかもしれない」とする雪風乗員の証言もあり、この時雪風が救った漂流者がどの船員であったか、或いは雪風がどの行動中にたるしま丸の生存者を救助したかについては諸説ある。
本土帰投後、雪風は因島ドッグでスクリューを交換して各部を修理すると再び対空兵装の強化を行い、25mm単装機銃10挺・13mm単装機銃4挺を増設した。この頃、第二戦隊（司令官西村祥治少将）の扶桑、山城が第二艦隊（司令長官栗田健男中将）に編入されることになり、第17駆逐隊の雪風、磯風、浜風、浦風は扶桑、山城を護衛して9月22-23日に日本を出発、10月4日にリンガ泊地に到着した。10月20日以降のレイテ沖海戦における第17駆逐隊は第二艦隊第一遊撃部隊(通称栗田艦隊)第2部隊（指揮官鈴木義尾少将、第三戦隊金剛、榛名、第七戦隊熊野、鈴谷、利根、筑摩、第十戦隊矢矧、浦風、雪風、浜風、磯風、野分、清霜）に所属し、第三戦隊（司令官鈴木義尾少将/兼第2部隊指揮官）の戦艦金剛、榛名の直衛として参加した。雪風はターボ発電機の歯車が欠損し、出力の少ないディーゼル発電機のみで海戦に参加している。出撃前に、司令駆逐艦は磯風から浦風に変更されている。
10月22日、栗田艦隊はブルネイを出撃した。レイテ湾突入までに、米潜水艦の襲撃とアメリカ軍航空隊の猛攻により重巡2隻（愛宕、摩耶）沈没、重巡2隻（高雄、妙高）と駆逐艦2隻（長波、朝霜）戦場離脱、戦艦武蔵航行不能、後に沈没という被害を受けた。

雪風は当初、第三戦隊一番艦の金剛の右方で直衛に当たり、その後は二番艦の榛名の右後方に占位して対潜、対空警戒に当たった。10月24日のシブヤン海における空襲でも榛名の直衛として対空戦闘を行い、金剛、榛名に被害はなかったが、僚艦浜風は被弾して速力が低下し、清霜と共に武蔵の護衛として分離した。

10月25日、午前7時45分、栗田艦隊はアメリカ軍護衛空母部隊と遭遇する。この海戦で栗田艦隊将兵は、指揮官・参謀・将校・そして雪風問わず、全員が小型の米護衛空母を大型の正規空母と誤認した。日本戦艦部隊（大和、長門、金剛、榛名）が砲撃する最中、雪風ら第十戦隊はアメリカ艦隊に突撃した。
アメリカ軍駆逐艦三隻が栗田艦隊へ反撃に出て熊野を撃破したが第十戦隊は駆逐艦ホーエルを戦艦部隊との挟撃により撃沈、さらに矢矧と十七駆逐隊は駆逐艦ジョンストン(USS Johnston, DD-557) および護衛駆逐艦サミュエル・B・ロバーツを撃沈した。
第十戦隊は敵空母部隊へ酸素魚雷20本以上(矢矧7本、雪風・浦風4本、野分不明、磯風のみ8本)を発射するが、10kmという遠距離雷撃であり、1本も命中しなかった。雪風側は「アメリカ軍正規空母1隻撃沈、新型空母1隻大火災、駆逐艦2隻撃破、主砲462発発射(残98発)、機銃1万発発射、魚雷4本発射(残12本)」と報告している。

本隊の合流命令に従いに転進した雪風は、沈没した米駆逐艦ジョンストンから脱出したアーネスト・E・エヴァンス艦長や乗組員を乗せた救命ボートの近くを通過した。雪風の寺内艦長は咄嗟にジョンストンに対し発砲した機銃手（照準調整のため2射したのみで命中せず）に向け「酷いことをするな」と怒鳴り、攻撃中止を命じたことが伝えられている。ジョンストンの乗組員は、当時の状況について「日本の一駆逐艦がすぐ近くを通過したが我らに危害を加える事はなかった。その駆逐艦の艦橋に立つ一人の将校が我らに敬礼するのを認めると、エヴァンス艦長は涙と共に答礼を返した」と、戦後米公刊誌に発表したとある。

この後、雪風はアメリカ軍機の攻撃で航行不能となった重巡洋艦筑摩の救援に向かうため栗田艦隊本隊を離れたが、旗艦大和のマストの先端が水平線下に隠れそうになるほど遠ざかった時、大和より「雪風は原隊に復帰し、野分は筑摩の救助に当たれ」との命令を受けて本隊に戻った。姉妹艦野分は沈没した筑摩乗組員を救助すると退避行動に移ったが、戦艦ニュージャージーを含むアメリカ艦隊に捕捉されて撃沈された。野分は生存者なし、筑摩は水上偵察機搭乗員と砲塔員1名だけが生存者となった。
雪風は沖波と共に魚雷誘爆により航行不能となった重巡洋艦鈴谷の救援に向かうが、救助活動開始寸前に鈴谷は大爆発を起こし、間一髪で雪風は難を逃れた。雪風には鈴谷救援に向かう前に矢矧艦上の第十戦隊司令官から原隊復帰命令が出されていたため、雪風は十戦隊に合流。鈴谷乗組員の大部分は沖波に救助されている。

10月26日、雪風は栗田艦隊と共にシブヤン海を西航してブルネイへ向け退避する。午前8時35分頃からアメリカ軍機動部隊の空襲に遭い、能代が沈没、大和が直撃弾二発命中の被害を受けた。ブルネイへの最短航路を進むと敵機の空襲が予想されたため、栗田艦隊は南シナ海へ入った後、パラワン水道を避けて新南群島の中を縦断する迂回航路を取った。駆逐艦では燃料が不足する距離であり、直行不能の島風、岸波、浦風、浜波、秋霜は途中分離してコロン島へ補給へ向かい、艦隊を直衛する駆逐艦は雪風と磯風の2隻のみとなった。同日夜、栗田長官は艦隊の被害状況を報告したが、直ちに戦闘可能と判断されたのは雪風、長波、朝霜の3隻（長波と朝霜は10月23日に大破した高雄の護衛として戦場を離脱している）だけだった。10月28日夜、雪風は栗田艦隊の残存艦艇と共にブルネイへ到着する。
出力の少ないディーゼル発電機のみでレイテ沖海戦を戦い抜いた事について、寺内艦長は「あの海戦で心配したのは燃料の事だけ。敵機が攻撃した時だけ機関の出力を上げ全速力を超える。攻撃が終わったら中速くらいまで落として燃料を節約した」と述べた。雪風が長門から燃料補給を受けたのはレイテ沖海戦が終了し、ブルネイに帰還する前日（10月27日）であった。雪風機関科員は定期保守の間隔が短いディーゼル発電機（クランク・シャフト）の保守点検を戦場でも行い、三人の兵曹が手元に工具と消耗品を取り揃えて随時分解、修理作業を行った。メインのターボ発電機は大和の金工場に修理を依頼したが復旧せず、そのまま呉に帰港した。呉では司令部の将校5、6名が雪風の電気室、補機室の検査に訪れディーゼル発電機のみで戦闘ができた事について確認調査を行っている。

### レイテ沖海戦後
11月1日、ブルネイにて、雪風は僚艦の磯風へ25mm機銃弾1,500発を譲った。11月5日、ブルネイに向かう隼鷹、利根、木曾の嚮導任務を命じられ、翌6日朝、浦風と共にブルネイを出港。昼11時40分頃、隼鷹、木曾らを護衛してブルネイに入港する。11月8日には第一遊撃部隊（大和、長門、金剛、榛名、足柄、矢矧、第17駆逐隊）及び卯月、夕月と共に、マニラへ向かう隼鷹、利根、木曾の護衛を行う。8日3時頃、ブルネイを出港すると、9日午前、雪風を含む第一遊撃部隊はアメリカ軍の注意を引き付ける囮の役目を任され、隼鷹、利根、木曾、卯月、夕月と分離。囮となった第一遊撃部隊は9日から10日にかけて数回転進を繰り返す。その間2度アメリカ軍の哨戒機と遭遇したが幸いにも敵の襲撃は受けなかった。隼鷹らは10日、無事にマニラへ到着し、雪風ら第一遊撃部隊も11日にブルネイに帰還した。
レイテ沖海戦後、日本軍艦隊の多くは日本へ撤退することになった。この間艦隊の編制がかわり、第十戦隊は解隊、第17駆逐隊は第二水雷戦隊所属となる。雪風は一時的に第17駆逐隊の司令駆逐艦となるが、空襲による戦死者水葬のため出港が遅れそうになり、司令駆逐艦は浦風に戻った。11月16日、戦艦3隻（大和、長門、金剛）、軽巡矢矧の護衛としてブルネイ泊地を出港した。雪風らが出港する直前、アメリカ軍によるマニラ空襲を逃れた初霜、霞、朝霜がブルネイに入港してきたが、この時雪風は弾薬を消耗した初霜へ12.7cm主砲弾200発、25mm機銃弾9,000発、13mm機銃弾3,000発を渡した。ブルネイから内地へ向かう途中、松型駆逐艦2隻が分離し、艦隊の護衛は第17駆逐隊の雪風、浦風、浜風、磯風のみとなった。11月21日、金剛と浦風が台湾沖で米潜水艦シーライオン(USS Sealion,SS-315)の雷撃で撃沈される。浦風は谷井保駆逐隊司令以下全員が戦死した。雪風は大和、長門を護衛して緊急退避、浜風、磯風が金剛生存者の救助に従事する。11月24日に呉に到着し、第17駆逐隊の司令艦は浜風に変更となる。雪風は浜風、磯風と共に長門を護衛して横須賀港に向かい、11月25日、横須賀へ入港した。休む間もなく、雪風、浜風、磯風は折り返しで空母信濃を呉まで護衛する任務についた。信濃は大和型戦艦3番艦を空母に設計変更した七万トン級の大型空母だった。
第17駆逐隊の雪風、浜風、磯風はレイテ沖海戦以来の連戦で、休養もなく兵が疲労困憊している上に、艦の水中探査機も損傷したままだった。雪風の寺内艦長ら、第17駆逐隊の艦長たちは、米潜水艦の待ち伏せがある夜間の航行は避け、昼間に沿岸航行するよう信濃艦長阿部俊雄大佐に主張したが、昼間の敵機動部隊の空襲を警戒した阿部艦長に退けられ、夜の間に潜水艦の多い遠州灘南方を南寄りに航行する、薄暮出撃・外洋コースを取る事となった。当時信濃主計長であった鳴戸少佐の回想によると、信濃の航路を決定する会議の中、夜間・外洋航海ルートを取る策に対して信濃航海長兼任の中村副長、護衛の駆逐艦長たちは口々に異を唱え、特に雪風の寺内艦長が最も強硬に反対したとある。11月28日、各艦は横須賀を出港。午後6時半に外洋に出ると、午後9時、信濃のレーダーが後方から追尾する船を感知した。雪風は信濃のレーダーが探知した不審な目標の捜索に向かったが、「味方識別に応ぜざるも、乾舷高く、漁船と思われる」と報告した。豊田穣はこの漁船と思われた船影が信濃を浮上追跡中の米潜水艦アーチャーフィッシュ（USS Archerfish, SS-311）であった可能性が高いとし、その根拠として戦後アーチャーフィッシュのジョセフ・F・エンライト少佐/艦長に詳しく取材したと述べた。しかしアーチャーフィッシュのエンライト艦長の証言では、この時間帯におけるアーチャーフィッシュは信濃の後方ではなく前方を占位し、同一進路を前進していたとあり、豊田の推測を否定するものとなっている。第17駆逐隊（浜風、雪風、磯風）と信濃は視認とレーダーでアーチャーフィッシュを発見、雪風も午後10時45分に浜風と共に潜水艦に向けて砲撃態勢をとったが、信濃艦長の阿部大佐は所在の暴露を恐れて発砲を認めていない。日付が代わり11月29日の午前2時、雪風の田口航海長は当直を交替した際、「右前方に浮上した潜水艦を発見。駆逐艦一隻を派遣して制圧させ、残りの船団は速力を上げて突破するのが良いと思うのだが、我らは一団となって回避中である。」との申し継ぎを受けた。このやり取りの際も阿部大佐はアーチャーフィッシュが浮上追跡していると思わず雪風を定位置に戻している。午前3時過ぎ、信濃はアーチャーフィッシュから4本の魚雷攻撃を受け午前11時頃に沈没した。
12月下旬、台湾方面への輸送船団「ヒ87船団」及び空母龍鳳の護衛に雪風、浜風、磯風、時雨が指定され、出撃準備を行った。だが雪風は機関の故障により船団護衛に従事できず、呉に帰港した。この輸送船団護衛中に時雨が米潜水艦の雷撃で沈没している。1945年（昭和20年）1月以降、第17駆逐隊は大津島周辺で特攻兵器回天及び震洋の訓練に協力し、標的艦を務めた。3月19日の呉軍港空襲の際には多くの艦船が被害を受ける中、川原石の海岸近くでブイに繋留されたまま対空砲火でアメリカ軍機を2機（3機とも）撃墜した。3月29日、戦艦大和と軽巡洋艦矢矧以下第二水雷戦隊各艦は周防灘に移動したが第7駆逐隊所属の響が触雷し脱落した。

### 坊ノ岬沖海戦

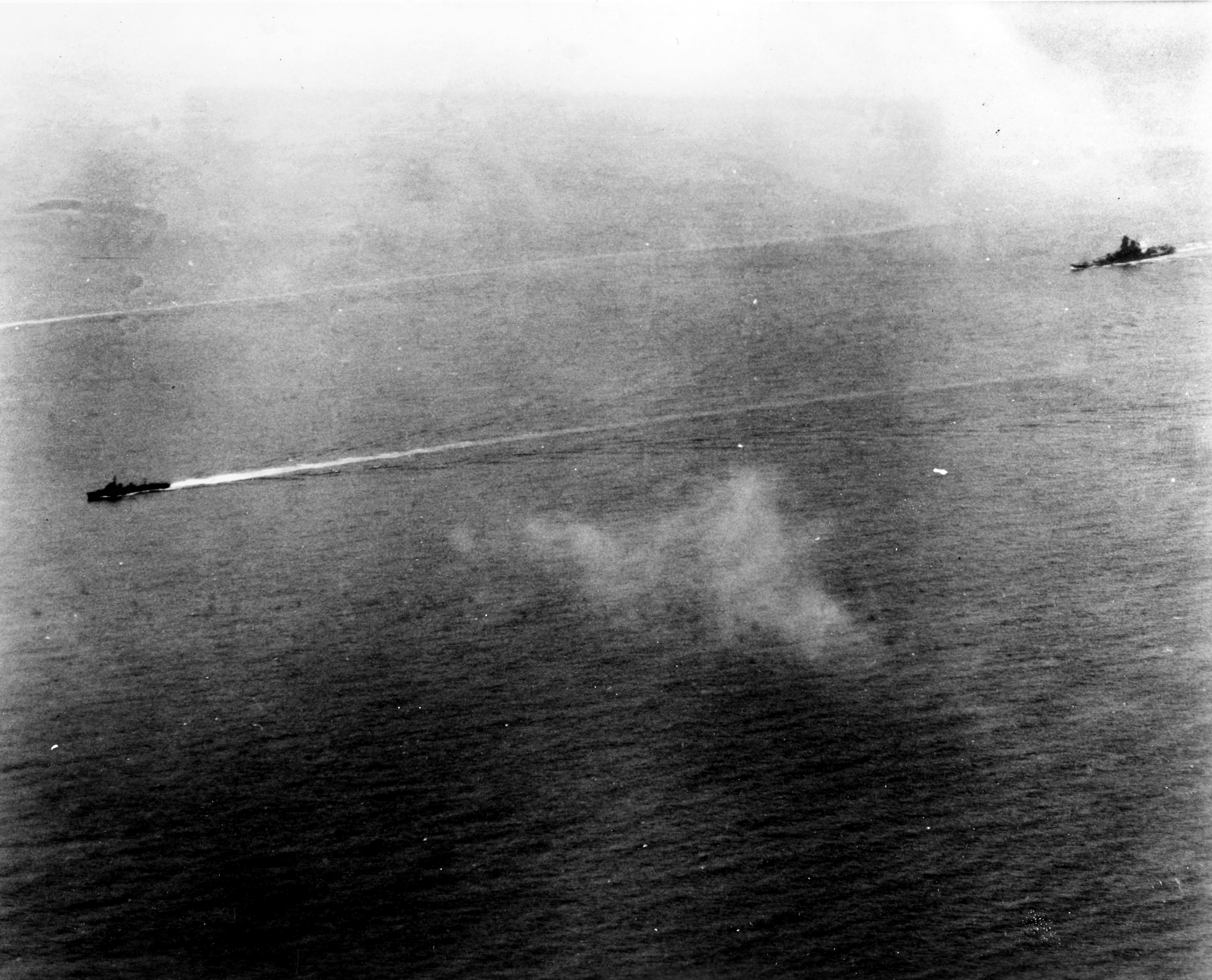
坊ノ岬沖海戦にて、浸水により艦が傾斜した大和（右）を護衛する雪風（左）。奥の航跡は冬月のもの。

4月6日、戦艦大和の沖縄水上特攻作戦に、雪風は第二水雷戦隊司令官古村啓蔵少将の指揮下、軽巡矢矧、第17駆逐隊の磯風、浜風、第21駆逐隊の朝霜、霞、初霜、第41駆逐隊の冬月、涼月と共に日本を出撃した。特攻作戦に臨み雪風以外の各駆逐艦の第一煙突には菊水のマークが描かれた。雪風でも航海科の兵が同じようにマークを描こうとしたが、「ウチはいつも通りでいいんだ」と艦長命令により止められている。また家族への最後の手紙や、髪、爪などの遺品を残すことも禁止したとある。
4月7日正午過ぎよりアメリカ軍航空機約400機の猛攻を受け、午後2時23分に大和は沈没した。軽巡洋艦矢矧、駆逐艦浜風、朝霜、霞が沈没、冬月が中破、涼月が大破した。雪風の寺内艦長は、艦橋に椅子を置いて天井の窓から首を出し、航海長の右肩を蹴ると面舵、左肩を蹴ると取舵という操舵方法でアメリカ軍機の攻撃を殆ど回避した。それでも魚雷1本が命中しかけたが、幸運にも艦底を通過している。また食料庫にロケット弾が直撃したが、信管が作動せず不発だった。但し、このロケット弾の不発は後述する宮津湾の戦闘で同じ証言があり、記録が混同している可能性がある。機銃掃射と至近弾で3名が戦死・15名が負傷したが、艦の破損は機銃1基大破・主砲盤電路故障のみで、戦闘力に影響はない。雪風は対空砲火により米攻撃機を1機撃墜した。
大和沈没後も雪風の寺内艦長は沖縄への突入を諦めなかった。生存者の救助を始めようとした先任将校を「今回は決死の特攻作戦である。沖縄へ突入すれば救助した人たちの運命も同じだ。（生存者は）此処にいればまだ救助される機会に恵まれることもあろう。先ず本艦が戦闘力を遺憾なく発揮できる準備を整えよ」と諭して止めた。
この時の寺内艦長は不退転の闘志で、先任将校に対し「救助するなら戦さの役に立ちそうな元気な奴を選べ。負傷者には見向きもするな」と厳命を下し、所在最高指揮官である第41駆逐隊司令吉田正義大佐に「如何せられるや」「速やかに行動を起こされたし」と沖縄突入の行動に入る様意見具申した。
しかし「一先ず溺者を救助せよ」との上級司令部の命令が下されると、「そうと決まれば最後の一人まで救え」と沈没艦救援作業に従事。雪風舷側からロープと縄梯子を垂らすだけでなく、内火艇まで動員してくまなく波間を探し求めて生存者を救助した。
16時39分、連合艦隊司令部より第1遊撃部隊指揮官に対し、乗員救助の上、佐世保への帰投が命ぜられた（受信は17時50分）。
寺内艦長の証言によれば、雪風を南進させつつ先任指揮官である冬月の吉田司令へ「いかがせらるるや」と信号を送ったが、冬月からの返信は「生存者を救助して再起を計らんとす」だった。出撃前夜に「嘉手納湾に突入する」と全艦長の間で申し合わせていた通り、寺内艦長はたとえ雪風一艦となっても沖縄へ突入する決意だったため、吉田司令の返信を聞きカッターを下そうとした先任将校を止めると、再度冬月へ「いかがせられるるや」「すみやかに行動を起こされたし」と促して尚も雪風を南進させた。その時連合艦隊司令部から「作戦中止。人員救助の上帰投すべし」の命令が下され、こうなっては従うしかないと、寺内艦長は早速海上に泳ぐ者を全力で救助に取り掛からせた。付近に敵潜水艦が潜んでおり、何時襲撃を受けるか判らない中で雪風を退避させず、内火艇、カッターとありとあらゆる小舟を動員し、数時間に亘ってくまなく波間を探し求めた。
雪風は14時50分から16時37分まで大和生存者の救助に当たった。敵機の襲撃や敵潜水艦の存在が感知されたため艦を完全に停止できず、微速で進みながらの不自由な状況で准士官以上12名、下士官兵93名の105名の将兵を救助した。
小林健水兵長（前部主砲射撃指揮所）ら雪風に救助された大和生存者たちは、雪風から2隻の内火艇が降ろされ、救助を切り上げる直前まで重傷を負って殆ど口と鼻だけ水面に出して浮いている兵や、体力を使い果たして動けない兵を拾い上げていたのを目撃している。
頭部に裂傷を負って漂流中に意識を失った能村大佐（大和副長）も雪風に救助された。国本中尉（副長補佐）によれば、生存者を呼び集めて副長ら負傷者を中心にした輪を作って救助を待った所、雪風がやって来て内火艇で負傷者の救助を始めたとある。能村副長は襟章の判別が難しいくらい重油で汚れ、雪風の兵が懸命に気付けの張り手を与えても目を覚まさなかったが、佛坂泰治軍医長の治療を受け生還した。
佛坂軍医長は「戦場では前線に復帰させるのが第一だから、平時とは逆で症状が軽い者から治療するが、この時はそんな区別もできないもの凄い数の負傷者が雪風に救い上げられて、雪風に私一人だけの軍医では間に合わなかった」と回想している。
救助した大和の参謀に「敵の攻撃の危険がある。直ちに艦を動かせ」と催促されたが救助を継続したとの証言と、これとは逆に日没寸前となり、敵潜水艦の活動が活発になる、他の艦の救助が残っている等の理由から救助を打ち切ろうとした際、大和の士官が「まだ多くの兵が泳いでいる」と中止を思い止まるよう詰め寄ったとの証言があるが（無論時系列が異なるだけでどちらも事実の可能性はある）、どちらも寺内艦長は「本艦の指揮官は自分だ」と跳ね除けた。
雪風が大和生存者の救助に当たった時間帯は連合艦隊司令部から特攻作戦中止の命令が伝わっていなかったため、乗組員はまだ沖縄へ向かう意志が旺盛であった。雪風に救助され甲板に倒れ込んだ大和の高角砲員は、雪風乗組員に「まだこれから沖縄で一戦あるのに甘えるな」と怒鳴られ、自力で艦内まで走った。この渇入れがなかったら消耗した自分は助かった安堵でそのまま息を引き取ってしまったかもしれなかったと振り返り、「ありがとう、雪風」と感謝している。
17時20分頃から矢矧の救助を開始し、准士官以上13名、下士官兵143名の156名を救助した。古村司令官は初霜に救助され、初霜を第二水雷戦隊旗艦とした。
夕刻、雪風は古村司令官移乗のため矢矧接舷中に被弾した磯風（第17駆逐隊司令艦）の救援に赴いた。第17駆逐隊は雪風による磯風の曳航準備を進め、初霜で指揮を執っていた古村司令官に許可を求めるが、初霜からの返答は磯風の自沈処理命令だった。雪風は第17駆逐隊司令官、磯風の前田実穂艦長以下、生存者326名を収容すると、22時40分、初霜からの下令に従い磯風を砲雷撃により処分した。まず砲撃を行ったが方位盤の眼鏡と砲の軸線が狂っていたため命中せず、魚雷1本を発射するも、これも磯風の艦底を通過。そのため再び砲撃をおこない、魚雷に命中させることができて爆発後磯風は沈没した。これで5隻いた第17駆逐隊は雪風1隻を残すのみとなった。
雪風に救助された複数の大和生存者の証言によると、救助活動を終了して帰路へ就いた雪風はアメリカ海軍の潜水艦に狙われ、雷撃を受けたとある。魚雷を回避した後も追ってくる潜水艦を撒くため雪風は機関を停止、救助した兵たちにも「動かないように。音を立てないように」と注意して潜水艦をやり過ごした。4月8日、雪風、初霜、冬月、涼月は佐世保に入港した。
4月10日、中華民国の廈門市で座礁し進退不能となった姉妹艦天津風が自沈、全19隻建造された陽炎型駆逐艦も雪風1隻となった。4月20日、初霜の艦上で第二水雷戦隊の解散式が行われた。同日附で第21駆逐隊の残存艦初霜が第17駆逐隊に編入された。
その後、第17駆逐隊の雪風、初霜は第三十一戦隊（旗艦：花月）に編入。5月15日、佐世保を出港して舞鶴港に回航したが6月になると舞鶴も空襲に襲われるようになり、6月15日、宮津湾に移動した。雪風と初霜は海軍砲術学校の練習艦となり、海上挺進部隊には編入されなかったが、当時の艦長によると訓練艦としての業務はほとんど行わなかったという。7月末にはこの避難港もボーイングB-29爆撃機が投下した機雷で封鎖されてしまい、雪風と初霜は狭い湾内に閉じ込められた。

### 最後の戦い
7月30日、アメリカ軍が舞鶴・宮津方面を空襲した。早朝5時に空襲警報が発令されると、上陸中だった兵も6時30分頃には全員帰艦。2、3日前から敵の動きについて情報があったため、在艦当直者で出動態勢と対空諸準備を完了していた雪風は敵来襲前に抜錨し航走を始めた。朝食を終えて後片付けの時間的余裕まであったという証言もある。

空襲は早朝から夕方の5時過ぎまで断続的に10時間以上続き、雪風は狭い宮津湾内で回避行動、回避速度に極端な制限を受けつつも、低速で舵を一杯に取りながら対空戦闘を行った。僚艦の初霜は湾外に出て戦おうとした所、湾口付近で機雷に触れて座礁・沈没、伊根漁港に停泊していた潜水母艦長鯨も艦橋に直撃弾を受けて小破した。雪風にはロケット弾1発が命中したが不発、機銃掃射で1名戦死・20名が重軽傷、アメリカ軍機1機を撃墜した。

宮津湾内に留まるのは危険であったため、同日夜、損傷した初霜から発光信号機のメーターを譲り受けた後、海中に設置された機雷群で封鎖された湾口を、水深の深い場所を選んで速力を上げて一気に突っ切り湾外に脱出。長鯨の停泊する伊根漁港まで無事移動すると、定置網や付近の山から伐採した樹木を利用して艦体を島の姿に擬装した。不発のロケット弾が貫通した食糧庫が浸水して米や麦が発酵したが、擬装を手伝ってくれた伊根町の住民から「家畜の飼料にしたい」と要望を受けたため、譲渡している。

この日の戦闘が雪風としての最後の戦闘になり、8月15日の玉音放送を迎えた。同日附で第17駆逐隊は解隊され、雪風は第41駆逐隊に編入された。

8月18日、宮津湾空襲で艦橋が破壊された長鯨を牽引して舞鶴に回航した際、雪風が触雷したが、幸運なことに機雷は後続の長鯨との距離約300mの中間の海中で遅れて爆発したため、両艦とも被害はなく無事だった。この舞鶴への回航について伊藤正徳は、「宮津湾空襲の後、舞鶴へ航海途中の雪風と初霜が回数機雷に触雷し、最初に触れた雪風は無事で済んだが、後で触れた初霜は轟沈した」と著書に記したが、初霜は7月30日の宮津湾空襲で大破、擱座し、そのまま同湾で解体されているため矛盾する。雪風に後続していた僚艦を初霜、後続の艦が轟沈したと記したのは伊藤の誤りで、実際は前述の通り僚艦は長鯨であり、雪風、長鯨とも被害は出ていない。
雪風の武名は海軍内で有名であり、同様の幸運艦には呉の雪風 佐世保の時雨と謳われた時雨、空母瑞鶴、重巡洋艦羽黒、軽巡洋艦大淀もあったがいずれも終戦までに沈没している。大和沖縄特攻時の雪風の寺内艦長は雪風が生還した理由について、乗員が優秀であることと同時に「やはり運だろう」と述べている。

## 終戦後

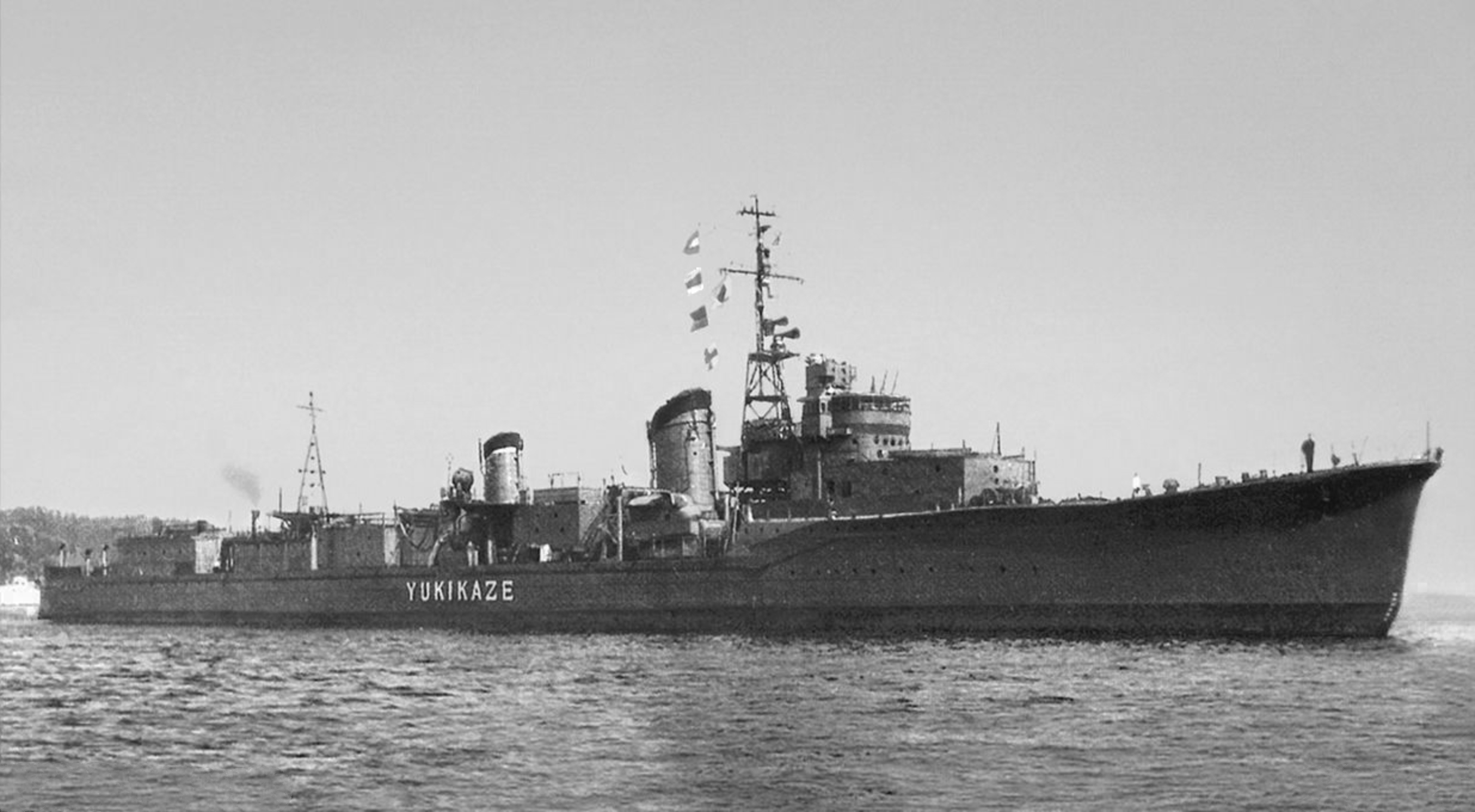
復員輸送任務に従事した時期の雪風。武装は撤去され、仮設小屋が増設されている

8月26日に第一予備艦、12月1日に第二復員省の特別輸送艦に指定され、終戦後は復員輸送艦となった。当初、電探や主砲塔は砲身を撤去したのみで装備されており、魚雷発射管跡に便乗者用仮設構造物を増設していた。1945年末に旧舞鶴工廠で前後の砲塔を撤去し、便乗者用仮設ハウスを増設した。1946年2月10日、改造工事が完成した雪風は、翌11日に舞鶴から佐世保を経由して中国汕頭へ向かう最初の引揚任務に出発した。以降この年の12月まで復員輸送任務に従事した。
丸腰となった雪風では、戦勝国の兵に物品を盗難されても何も言えない等の状況だった。様々な事情を持つ兵が同乗したため、対立が生じる事もあった。またサイゴン及びバンコクへの往路では現地法廷へ向かうBC級戦犯を乗せていた。
乗員は艦内慰安、士気高揚、知識思想の交換の一助を目的として「雪風新聞」を発行し、雪風賛歌等歌詞の募集とその当選発表、「酒保が高すぎる」との苦情に主計長が酒保現況について説明記事を掲載するなど自由闊達なコミュニケーションを行い、規律の維持を勧めて艦内の空気を良くした。
久保木二等兵曹の回想によれば、無傷の雪風の姿を怪訝に思った引揚者に「お国が大変と言う時に、一体この艦はどこで何をしていたのか。今あちこち見回ったが、弾丸の跡一つ無いではないか。内地を出たのはこれが初めてだろう」と難詰されたこともあった。連合国軍からの命令によって復員輸送任務者は戦歴発表を禁止されていたため、開戦以来雪風の舵を取り続けた操舵長らは万感の心中を抑えて笑顔ですませていたと言う。復員船のなかには「鬼の○○、蛇の○○」と呼ばれる空母や駆逐艦の乗組員がいるなど多くは規律が悪かったが雪風は規律が良く、乗員たちは引揚者を慰めようと有志らにより雪風楽団を結成し、「復員者歓迎雪風の歌」（作詞高橋榮主計長、作曲朝比奈秀夫操舵手）を演奏して復員兵や民間の引揚者の慰安を精力的に行った。
復員輸送時代は気象情報も航行しながら自船で予測するしかなかったため、台風の進路に直面する事も多かったとある。6月26日、雪風は寄港中の横須賀港にて、函館から浦賀まで曳航中だった第六青函丸が銚子沖で遭難したとの電報を受け緊急出動。時化により曳索が切断し、漂流中だった第六青函丸を発見すると、28日、一昼夜かけて浦賀まで曳航しその危機を救った。
7月から10月にかけて満州葫芦島からの復員輸送任務（葫芦島在留日本人大送還）に当った。同地からの引揚者の中に妊婦が乗艦しており雪風艦内で男子を出産している。当時の佐藤精七艦長が名付け親となり、博多に向かう雪風艦内で産まれた事から「博雪」と命名した。佐藤艦長は「彼の艦内での誕生こそは復員輸送中最大の慶事であった」と述べている。この母子は20年後に艦長や緊急で産婆役を務めた琢磨軍医長らと再会した。琢磨軍医長が「外科医の僕が初めて出産取上げをして大汗をかいた」と振り返るなど旧交を温めた。また、軍医長が乗艦していなかった引揚任務の際、看護兵曹と看護科の部下のふたりが、「雪子」と「波子」の女子2名を取上げたとある。
1946年12月28日までに汕頭1回、ラバウル2回、ポートモレスビー1回、サイゴン及びバンコク2回、葫芦島5回、那覇4回の計15回の復員輸送任務を遂行し、1万3千人以上を故郷へ送り届けた。その中には後に漫画家として有名となる水木しげるもいた。

## 丹陽として

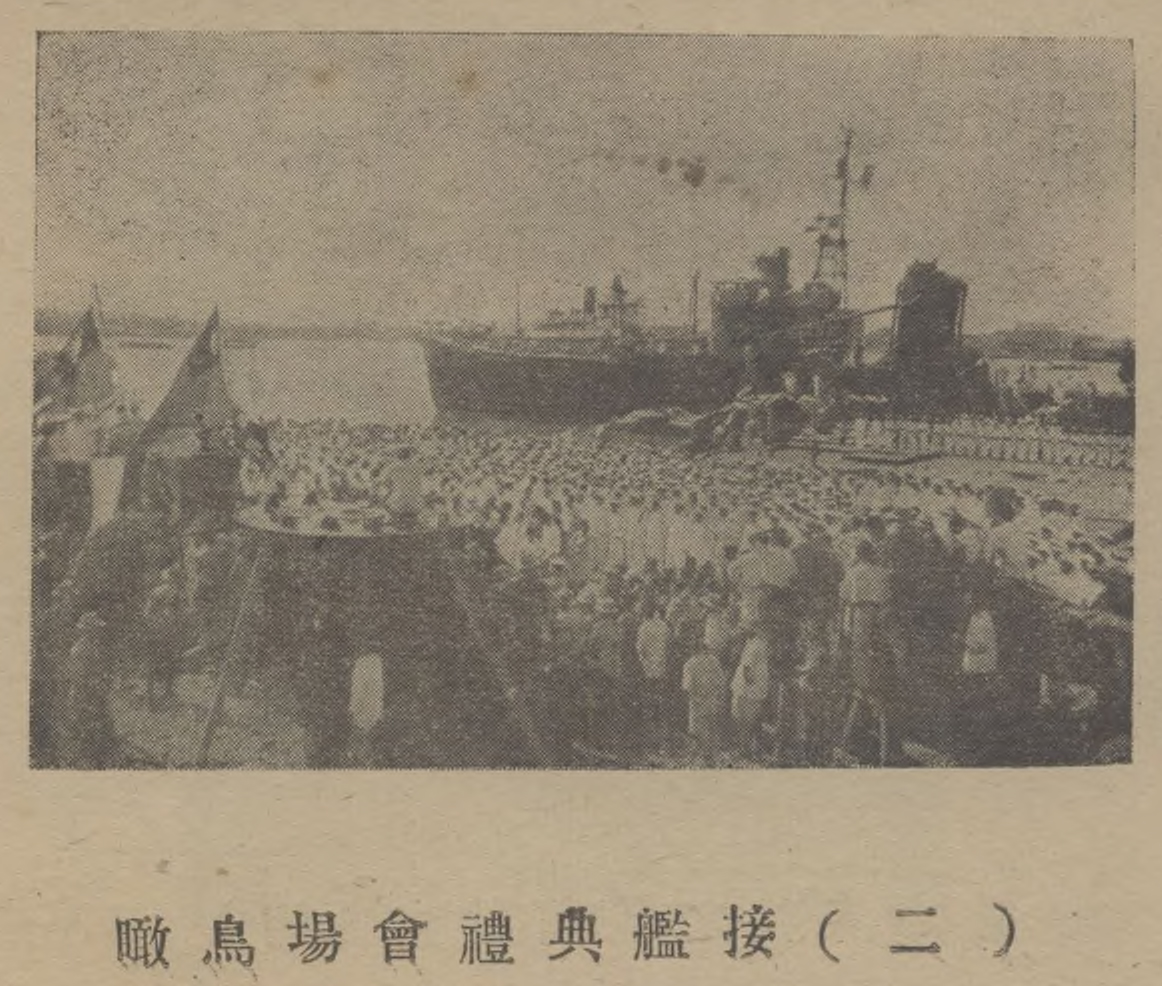
接一号の引き渡し（1947年7月6日、上海）

1946年12月30日、雪風は特別保管艦に指定され、戦時賠償艦として連合国へ引き渡される事となった。これに伴い仮設乗組施設等は撤去された。中華民国、イギリス、アメリカ、ソ連の四か国による賠償艦艇配分の会議に先立ち、残存する特別保管艦の視察点検が行わる事となったが、乗組員たちが最後まで入念に点検、整備を行っていた雪風は艦の状態が非常に良かった事から、海防艦四阪（日振型海防艦）と共に視察を受けるモデルシップ（最優秀艦）に指定された。1947年5月26日、芝浦で視察点検が行われ、雪風は「敗戦国の軍艦でもかくも見事に整備された艦を見た事が無い。まさに驚異である」と感嘆されるなど、立ち会った各国の高級軍人から高い評価を得ている。6月18日から開かれた賠償艦艇配分会議の結果、雪風は駆逐艦6隻（松型駆逐艦楓、杉、橘型駆逐艦初梅、蔦、峯風型駆逐艦波風、秋月型駆逐艦宵月）、海防艦17隻（御蔵型海防艦四阪、屋代、択捉型海防艦隠岐、対馬、丙型海防艦、丁型海防艦）など計34隻と共に中華民国への引き渡しが決定した。
当時の中華民国海軍は日中戦争で壊滅した海軍の再建のためにイギリスから軽巡洋艦オーロラ（重慶に改称）や駆逐艦メンディップ（霊甫に改称）を、アメリカからエヴァーツ級護衛駆逐艦及びキャノン級護衛駆逐艦数隻を貸与もしくは供与された他、日本から旧旗艦の逸仙を返還させるなどしていた。日本からの賠償艦艇も多くが再武装した上で中華民国海軍に編入されることとなった。
1947年 7月1日、雪風は中華民国向けの賠償艦艇の第一陣7隻（楓、初梅、四阪、海防艦194号、海防艦67号、海防艦215号）と共に佐世保を出発し、7月3日、上海に到着。7月6日、上海の高昌廟で賠償艦艇の移行式が行われ、雪風ら8隻の艦艇は中華民国に引き渡された。旧日本艦艇には「接一号」から「接八号」と言う仮の艦名が与えられ、雪風は「接一号」と名付けられている。艦体、機関は勿論、兵器ではない煙草盆に至るまで整備が行き届いており「これが敗戦国の軍艦か」と中国将校を驚かせた。日本側乗組員は一人ずつ菓子と煙草を土産に貰って帰国した。
1948年5月1日付で正式に丹陽（タンヤンDD-12）の艦名を与えられ他の日本製駆逐艦とともに陽字号と呼ばれるグループを形成した。「丹陽」の名は都市の丹陽市から取ったとされるが、これを赤い夕陽または朝陽の意味が込められているのではないかと推測する者もいる。当時、中国国内は第二次国共内戦の只中であった。日本から引き渡された艦艇の内、信陽（旧・初梅、DD-15）や恵安（旧・四阪）らは比較的早く再武装化されたが、丹陽は造船所の人手不足や中国共産党の妨害工作による整備能力の低下があったため再武装工事を行う事ができず、中国大陸における国共内戦中に就役できなかった。1949年5月に中国人民解放軍の上海解放作戦が始まると、上海に係留されていた丹陽ら未武装状態の艦艇は台湾の基隆に回航された。蔣介石総統が渡台した際には、その乗艦になったとされる。このときの丹陽の艦長はこの功績により数階級特進したという。また上海と台湾を三往復して故宮博物院の財宝を輸送したとされるが、これらの財宝は戦車揚陸艦に載せて運んだという異説もある。
この間、中華民国海軍は1949年の第二艦隊反乱事件などにより海軍艦艇の共産党軍への寝返りが相次ぎ、旗艦の重慶や恵安、長治（旧宇治）をはじめとする多数の艦艇を失うなどの大損害を受けた。残存艦艇は中華民国政府の移転に伴って台湾へ撤退したが、1953年の時点で実働状態にあったのは陽字号駆逐艦駆逐艦2隻（丹陽、信陽）、太字号駆逐艦6隻（エヴァーツ級護衛駆逐艦及びキャノン級護衛駆逐艦）、軽巡洋艦一隻（逸仙）、安字級巡防艦多数（御蔵型海防艦屋代、択捉型海防艦対馬、丙型海防艦、丁型海防艦、元カナダ海軍の英国製キャッスル級コルベット）、その他に砲艦咸寧（旧興津）やLST揚陸艦、駆潜艇多数など。この他に日本から引き渡された賠償艦には当時の中華民国海軍艦艇としては最大の汾陽（旧宵月）などがあったが状態が悪かったため係留練習艦として利用された。
丹陽の全面的な修理と整備、再武装工事は1951年10月、台湾の左営で行われたとされる。再武装化に際し、日本から引き渡された艦艇には、戦後、中華民国国軍が旧日本海軍の小型艦艇から接収した兵装や、日本軍が中国本土、台湾島に残していった防空、防衛用の高角砲、機銃が再利用された。丹陽は九六式二十五粍高角機銃を始め、前部の1番砲塔に八九式12.7センチ連装高角砲を、後部の2番、3番砲塔に九八式10センチ高角砲を、それぞれ独自の箱型状の砲塔を付けて装備している（魚雷発射管は無し）。また22号電探が外され、マスト上部に舟艇用のSO対水上レーダーのレドームが設置されたことが写真で確認できる。公式試運転で27.5ノットを記録した。
中華民国海軍の残存艦艇の中では最大最強の戦闘艦となった丹陽は同国海軍の第一艦隊に編入され、国共内戦で失われた軽巡洋艦重慶に代わって中華民国海軍旗艦に就任 。1953年8月に中華民国海軍総司令馬紀壯中将指揮の元で太昭（旧アメリカ海軍キャノン級護衛駆逐艦「カーター」、DE-26）、太湖（旧アメリカ海軍キャノン級護衛駆逐艦「ブリーマン」、DE-25）とともにフィリピンのマニラを訪問し、フィリピン政府・駐比アメリカ軍や現地華僑の歓迎とマグサイサイ比国防長官やスプルーアンス駐比米大使らの訪問を受けた。後年もフィリピンやインドネシアで現地住民と華僑とのあいだで民族衝突事件がおきるとその都度現地に赴き華僑を収容保護していたとされる。
中華民国国軍は1949年6月29日に大陸封鎖を宣告して以降、中国人民解放軍に物資を輸送している疑いのある船舶に臨検を実施し、これを没収する封鎖政策を進めた（関閉政策）。丹陽は中華民国海軍第一艦隊の主力としてエヴァーツ級護衛駆逐艦やキャノン級護衛駆逐艦とともに封鎖警戒の任務にあたり、1953年10月4日、太倉（旧アメリカ海軍キャノン級護衛駆逐艦「ボストウィック」、DE-24）とともに上海に向けて重油を輸送中だったポーランドのタンカーのプラカを拿捕、1954年4月初頭にチェコ船籍の貨物船ユリウス・フチーク号拿捕のために太平（旧アメリカ海軍エヴァーツ級護衛駆逐艦「デッカー」、DE-22）とともに出撃したが発見できず空振りに終わった。1954年5月12日には同じく中国人民解放軍を支援した ポーランドのタンカーのグットワードを太倉、太湖とともに迎撃拿捕した。1954年6月23日にもソビエト連邦油槽船トープスを拿捕し、乗組員を拘束。これは中華民国とソ連の間で外交問題に発展し一部の乗組員は1988年まで拘束された。
この時期の中華民国の支配地域は台湾以外では浙江省の大陳列島や福建省の金門島ぐらいであり、丹陽も1954年に中国が大陳列島への侵攻（第一次台湾海峡危機）を開始すると10月に孤立状態の大陳守備隊救援のために人民解放軍の橋頭保となっている周辺の島々へ艦砲射撃を行った（最終的に中華民国軍は1955年2月に大陳列島から撤退）。
当時の乗組員によると艦齢20年をこえた丹陽は28.8ノットを発揮するのが限度だったという。1954年からはそれまでソ連製魚雷艇や日本製海防艦の類いしか持たなかった中国人民解放海軍がソ連から4隻の旧式駆逐艦を購入した上で鞍山級駆逐艦として配備した他、ウィスキー型などの各種潜水艦をソ連から購入して配備し、リガ型フリゲートのノックダウン生産を開始した一方、中華民国側も1954年12月の米華相互防衛条約の調印によりアメリカ海軍の空母エセックスをはじめとする第7艦隊の支援が受けられるようになった他、1954年2月にアメリカ海軍から洛陽(旧ベンソン級駆逐艦「ベンソン」、DD-14)や漢陽(旧ベンソン級駆逐艦「ヒラリー・P・ジョーンズ」、DD-15)が編入された。
1955年 、若しくは 1956年 、丹陽は弾薬補給の問題により旧日本海軍の武装からアメリカ海軍の武装に換装した。換装後は主砲砲塔をオープントップの38口径5インチ単装両用砲 3基に変更、魚雷発射管の位置にオープントップの50口径7.6センチ単装両用砲2基を搭載し、ボフォース40ミリ連装機銃4基8門（後にボフォース40ミリ単装機銃10基10門に増強）、爆雷投下軌条を装備となっている。艦橋下部が前に延長され、船首楼も第一煙突直前まで延長され、方位盤及び測距儀が撤去され探照灯が設置され、さらにマスト上部にSC対空レーダーが取り付けられるなど、上部構造の印象は雪風時代から大きく変わった。
装備を一新した丹陽はその後も1958年の八二三金門砲戦など中国人民解放軍との間で発生した幾度かの実戦に参加したとみられる。1958年9月3日の料羅湾海戦（九二海戦）では中国人民解放軍の魚雷艇の攻撃で損傷した砲艦「沱江」(アメリカ製173フィート型駆潜艇)の救援に当たり、無事基地に帰着。その功績により表彰を受けている。この年の末、丹陽はアメリカ製の旧式駆逐艦の南陽(旧グリーブス級駆逐艦「プランケット」、DD-17)が中華民国海軍に編入された事に加えて老朽のため第一艦隊から除かれ、1959年から1964年は主に台湾海峡北区の巡羅支隊に配属となり、福建省の馬祖列島及び烏坵島において駐屯、防衛の他演習の任務に当った。それでも翌年の1959年8月3日には章江、涪江、資江(いずれもアメリカ製173フィート型駆潜艇)とともに中国人民解放軍海軍のコルベット2隻と交戦し、1隻撃沈、1隻撃破の戦果をあげた。1964年5月1日にも船団旗艦として5隻を連れて航行中、中国人民解放軍海軍の巡視艇（Patrol Craft）8隻、貨物船（PTC）4隻と遭遇、撃退したと伝えられる（敵船1隻を大破、2隻を小破）。
1960年のアイゼンハワー米大統領の訪台時には歓迎艦隊の旗艦としてアイゼンハワー大統領の座乗する重巡洋艦セントポールを迎えた他、1964年12月に行われた観艦式でも旗艦として雄姿を見せたが、機関の老朽化によって1965年12月16日に退役。1966年11月16日付で予備艦に編入され、 高雄の海軍軍官学校に繋留された状態で練習艦（停泊練習艦）として使用された。この頃になるとアメリカ海軍からフレッチャー級の引き渡しが始まっていた（1967年以降）他、4隻の鞍山級駆逐艦が主力だった人民解放海軍も新時代の兵器であるミサイル艇（コマール型、オーサ型）や通常動力弾道ミサイル潜水艦（ゴルフ型）を配備するようになっていた。1970年に正式に軍を除籍となり、翌年の1971年12月31日（後述する台湾側の発表によれば1970年前半）に解体が完了した。
旧乗員が中心となって1966年に結成された「雪風永久保存期成会」(会長：野村直邦)や雪風返還運動議員連盟(会長：岸信介)などの活動もあり、「最後の日本海軍艦艇」の日本への返還が希望され、実現一歩手前までこぎつけたとも言われる。1967年には蒋経国国防部長に請願書が送られた。
翌年には代議士の志賀健次郎が渡台して蒋経国に返還を打診した。

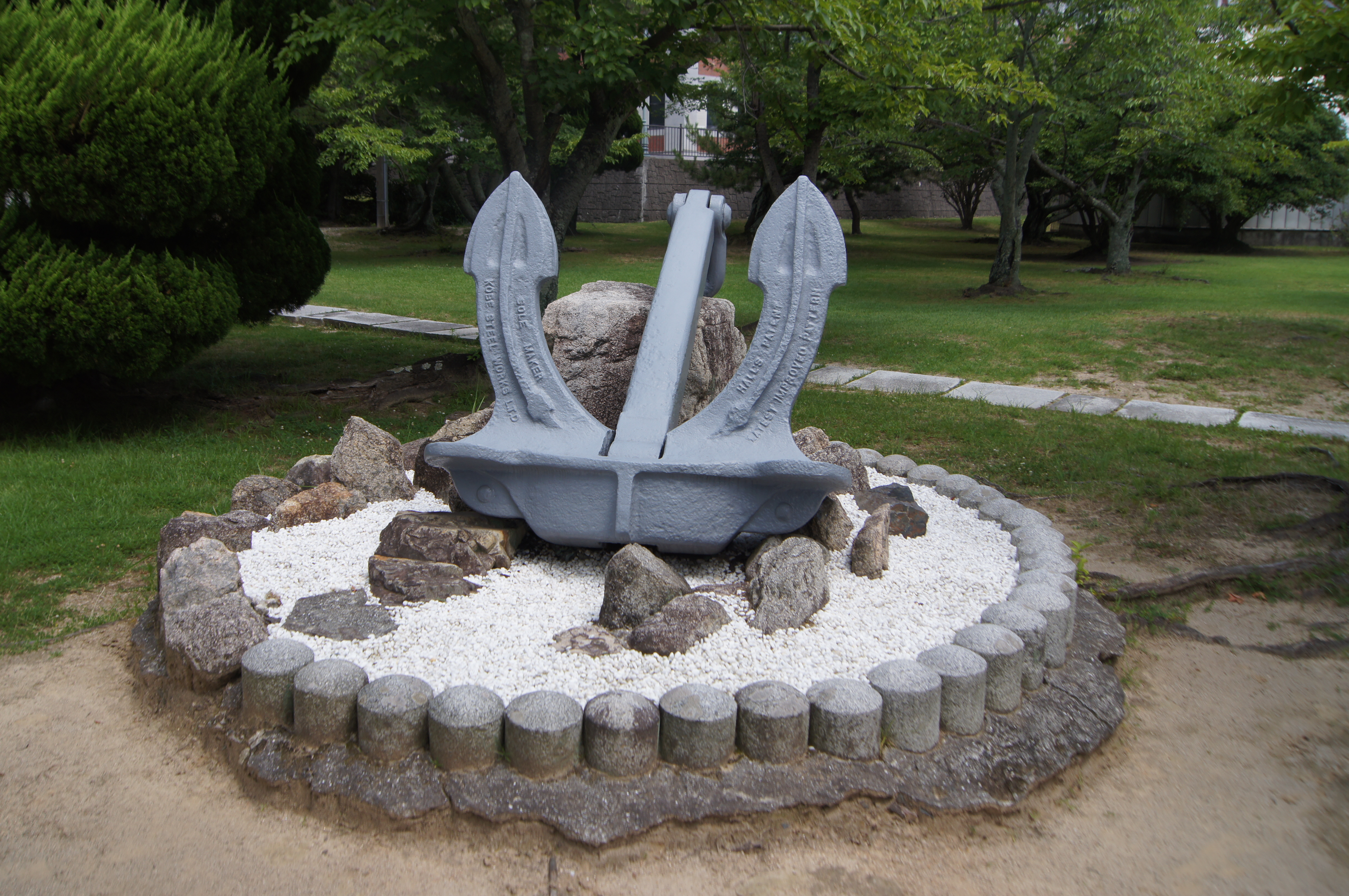
「雪風」の錨

しかし艦艇研究家の田村俊夫が調査した所では、中華民国側は雪風を日本へ返還しない事を決めていたという。
その後の1970年6月20日に中華民国側から1969年の台風による浸水で損傷した為、1970年前半に解体が行われ、作業は完了したため部品は残っていないとの連絡があった。あまりに突然の連絡だったため、マスコミでは“生存説”が流れた。1971年12月8日、横浜港において中華民国政府より舵輪と錨のみが返還された。田中内閣による日中国交正常化交渉とそれに伴う日台断交の約10ヶ月前だった。雪風の舵輪は江田島の旧海軍兵学校・教育参考館に、錨はその庭に展示されている。また、雪風のスクリューは台湾の左営にある海軍軍官学校に展示されている。
雪風の艦名は、戦後初の国産護衛艦である「はるかぜ型」の2番艦は「ゆきかぜ」と命名されるなど、海上自衛隊でも伝承されている。

## 評価と逸話

### 評価
戦後、文藝春秋誌上にて三川軍一、淵田美津雄、千早正隆ら戦争体験者36名に日本海軍637隻から名艦ベスト5を選ぶ企画を行った所、雪風（11票）は大和（20票）、瑞鶴（12票）に続く3番目の投票数を得た。この時の選考者は艦隊司令官から一兵卒までの元軍人、更に造船官や随伴報道員といった広い範囲から意見を募ったが、嘗て雪風に乗り組んだ関係者がいない中での高評価である。大和が当代希にみるスケールの大きな戦艦と優秀な設計、瑞鶴が優れた武勲と翔鶴型空母の設計の優秀さから名艦として評価され、雪風は「出撃いとまなく東奔西走し終戦まで生き長らえた名駆逐艦」（青山光二元上等衛生兵、戦後は作家）、「戦争中の最大の働き手であった駆逐艦の代表として最も相応しい艦」（千早正隆元連合艦隊参謀、戦史作家）、「その活躍は航空母艦と同様に最も華々しく具体的なものではなかったか」（森下泰元海軍主計大尉、戦後は参議院議員）など、太平洋戦争中の働きと活躍を評価されている。
軍事評論家の伊藤正徳は著書「連合艦隊の栄光」において雪風を世界一の幸運艦として紹介し、「軍艦としての武運長久などの形容詞より、幸運（好運）という平凡な表現の中に雪風の偉大さを求めたい」と記した。
近現代史評論、戦史研究家の半藤一利は雪風を栄光の駆逐艦とする評価に否定的で、水雷戦を想定して製造されながら、船団護衛や船団代わりの輸送などの予想外の役割に死力を尽くして働かなければならなかった雪風は、近代戦の持つ過酷さに対する証人であり、悲劇の消耗品だったと記している。一方で半藤は雪風の経歴を多くの誌面を割いて記述するなど、艦や乗員たちの働きについては好意的であり、錨と舵輪のみが残された最後を「まことにさっぱりしていい。負け戦で何が記念か。「スマートで目先が利いて几帳面、負けじ魂、これぞ船乗り」、雪風は真の船乗りらしくそれを示したのだろう」と締め括った。
元海軍大尉で、作家、評論家の阿川弘之は雪風の歴代艦長の調査や取材を通じ、雪風は訓練がよく行き届いた艦であり、幸運艦と言ってもキューピットの気まぐれによるものというよりは、自ら助くるものを助くといった筋の通ったものの様だと雪風を評した。天一号作戦で雪風と共に出撃した駆逐艦冬月の水測士の土橋久男元少尉が阿川の評価を裏付ける証言を残している。土橋元少尉は雪風と同じ戦隊で応急処置の訓練を行った事を回顧し、「訓練ではいつも雪風が群を抜いて早く正確に応急処置ができていた。日頃の訓練の成果が好運艦、強運艦を生んだのであって、単に偶然が好運艦を生んだのではないと感じた」と述べた。砲術指導のため雪風に赴いた冬月乗組員は、雪風の艦内や部署が清潔であることに驚き、どこか違う雰囲気を感じたと回想している。

### 史実に基づく逸話
- 戦争中から幸運艦として有名だった

軍事記者として活動した伊藤正徳によれば雪風は太平洋戦争中から運の好い艦として知られていたが、軍艦（駆逐艦）であるから幸運艦ではなく、武運艦、強運艦と呼ばれるのが普通であったとされ、冬月の土橋元少尉の証言の他、雪風に救助された大和の元高角砲員の証言にも歴戦の強運艦として雪風を伝える記述がある。コロンバンガラ島沖海戦で神通が沈没し、続いてアメリカ艦隊の砲撃が反転した雪風に集中すると、砲弾が雪風の艦尾すれすれに幾つも落下したが、海上に投げ出された神通の生存者たちは「雪風には幸運の女神が鎮座ましましていると、艦隊の誰もが信じていたから」と安心して見ていたと言う。
雪風は強運艦であると同時に不沈艦、不死身の艦として味方の兵の間で有名であり、ラバウルやソロモン泊地では、同じく不沈艦として有名だった時雨と共に「呉の雪風、佐世保の時雨」と称えられた。「雪風のペンキを剥がしてお守りにすれば霊験あらたかだ」と雪風にあやかる兵もいたとある。第27駆逐隊司令就任時に時雨で指揮を執った原為一元海軍大佐は「雪風と時雨は戦闘において武勲を争い、「よろずにおいて人に勝る心」をモットーとして互いに励み合った」と回想した。
他に雪風は超機敏艦、神宿る艦と称されたとする著書がある。これらは敵の襲撃を予見して常に艦を出撃できる体勢で待機させた飛田艦長や菅間艦長の逸話、雪風を退艦する際部下に「雪風は沈まない。雪風は武運の神が宿る艦だ」とする餞の言葉を送った菅間艦長の逸話に由来する。

### 裏付けがなく真偽が定かでない逸話
- 雪風は味方に死神と呼ばれ嫌われた

円道祥之は「雪風の近くにいた艦は必ず沈没し多くの戦死者を出したため、雪風は味方の兵から死神、厄病神と嫌われたと言う」と記し、有馬桓次郎も「激しい戦いの中でも雪風のみ無傷であったため味方から死神と言われた」とする逸話を著した。
これとは逆に、雪風の近くにいた艦も無傷で帰還した記録や、雪風の僚艦の損害や戦死者が出なかった事を記した資料や著書が多く出されている。詳細と出典は戦歴の項、および後述の戦歴一覧を参照。軍事・戦史研究家らによる著書や戦史叢書などの研究資料、戦闘詳報や戦時日誌などの当時の記録資料では、雪風が出撃して味方に被害が出なかった任務の方が多く、「雪風の近くにいた艦は必ず沈没し多くの戦死者を出した」、「激しい戦いの中でも雪風のみ無傷であった」と言う逸話はこれらの資料と合致しない。
| №  | 西暦   | 月日     | 作戦・任務                                       | 所属部隊の編制・僚艦                                                                | 任務・戦闘の結果 | 雪風の僚艦の損害                                                      |
| -- | ------ | -------- | ------------------------------------------------ | ----------------------------------------------------------------------------------- | ---------------- | --------------------------------------------------------------------- |
| 1  | 1941年 | 12月12日 | レガスピ上陸支援                                 | 時津風、陸軍上陸船団4隻                                                             | 成功             |                                                                       |
| 2  |        | 12月24日 | ラモン湾上陸支援                                 | 時津風、長良、海風、山風、江風、涼風、掃海艇                                        | 成功             |                                                                       |
| 3  | 1942年 | 1月11日  | ケマ上陸支援                                     | 第1号、第2号哨戒艇、北陸丸、葛城丸                                                  | 成功             |                                                                       |
| 4  |        | 1月24日  | ケンダリー上陸支援                               | 時津風、天津風、初風                                                                | 成功             |                                                                       |
| 5  |        | 1月31日  | アンボン上陸支援                                 | 神通、時津風                                                                        | 成功             |                                                                       |
| 6  |        | 2月20日  | チモール島上陸支援                               | 時津風、天津風、初風                                                                | 成功             |                                                                       |
| 7  |        | 2月27日  | スラバヤ沖海戦                                   | 神通、時津風、天津風、初風                                                          | 日本軍勝利       |                                                                       |
| 8  |        | 3月3日   | スラバヤ北方海域掃討任務                         | 神通、時津風、第7、第10駆逐隊                                                       | 成功             |                                                                       |
| 9  |        | 3月29日  | セラム島ブラ攻略作戦                             | 第2号哨戒艇、第39号哨戒艇                                                           | 成功             |                                                                       |
| 10 |        | 4月1日   | ニューギニア島ファクファク攻略作戦               | 千歳、鬼怒、早鞆、初雁、友鶴、他                                                    | 成功             |                                                                       |
| 11 |        | 4月4日   | ニューギニア島ソロン攻略作戦                     | 千歳、鬼怒、早鞆、初雁、友鶴、他                                                    | 成功             |                                                                       |
| 12 |        | 4月7日   | ハルマヘラ島テルナデ攻略作戦                     | 時津風、千歳、瑞穂、鬼怒、早鞆、初雁、第1号、第2号、第38号、第39号哨戒艇、特設船3隻 | 成功             |                                                                       |
| 13 |        | 4月8日   | ハルマヘラ島ジャイロロ攻略作戦                   | 時津風、千歳、瑞穂、鬼怒、早鞆、初雁、第1号、第2号、第38号、第39号哨戒艇、特設船3隻 | 成功             |                                                                       |
| 14 |        | 4月12日  | ニューギニア島マノクワリ上陸支援                 | 時津風、千歳、瑞穂、鬼怒、早鞆、初雁、特設船1隻                                     | 成功             |                                                                       |
| 15 |        | 4月17日  | セルイ島掃討作戦                                 | 鬼怒、早鞆、初雁、友鶴、特設船1隻                                                   | 成功             |                                                                       |
| 16 |        | 4月19日  | ニューギニア島サルミ掃討作戦                     | 鬼怒、早鞆、初雁、友鶴、特設船1隻                                                   | 成功             |                                                                       |
| 17 |        | 4月23日  | 明石護衛・呉回航                                 | 時津風、明石                                                                        | 成功             |                                                                       |
| 18 |        | 5月22日  | 日栄丸、あけぼの丸護衛・サイパン進出             | 時津風、初風、日栄丸、あけぼの丸                                                    | 成功             |                                                                       |
| 19 |        | 6月6日   | ミッドウェー海戦・輸送船団護衛                   | 第二水雷戦隊、輸送船団14隻                                                          | 日本軍敗北       | 海戦前日の空襲で輸送船一隻が小破                                      |
| 20 |        | 6月15日  | 神通護衛・横須賀回航                             | 神通、時津風                                                                        | 成功             |                                                                       |
| 21 |        | 7月14日  | 南海丸護衛・ラバウル進出                         | 時津風、南海丸                                                                      | 成功             |                                                                       |
| 22 |        | 7月29日  | 鳥海護衛                                         | 鳥海、時津風                                                                        | 成功             |                                                                       |
| 23 |        | 8月5日   | 最上、明石護衛・内地回航                         | 最上、時津風、明石                                                                  | 成功             |                                                                       |
| 24 |        | 9月4日   | 雲鷹護衛・トラック島進出                         | 雲鷹、天津風、初風                                                                  | 成功             |                                                                       |
| 25 |        | 10月12日 | ヌデニ島偵察                                     | 天津風                                                                              | 成功             |                                                                       |
| 26 |        | 10月21日 | 南太平洋海戦                                     | 翔鶴、瑞鶴、瑞鳳、熊野、第4、第16、第17、第61駆逐隊                                 | 日本軍勝利       | 翔鶴中破、瑞鳳小破                                                    |
| 27 |        | 11月12日 | 第三次ソロモン海戦・第一夜戦                     | 挺身艦隊                                                                            | 作戦失敗         | 比叡、暁、夕立沈没、天津風、村雨、雷小破、この戦いでは雪風も小破した  |
| 28 |        | 12月9日  | 飛鷹護衛・内地回航                               | 飛鷹、初雪                                                                          | 成功             |                                                                       |
| 29 | 1943年 | 1月19日  | 武蔵、第一航空戦隊護衛・トラック島進出           | 武蔵、瑞鶴、瑞鳳、大淀、第10駆逐隊                                                  | 成功             |                                                                       |
| 30 |        | 2月1日   | ケ号作戦 (ガタルカナル島撤収作戦・第一次)        | 駆逐艦隊20隻                                                                        | 成功             | 巻雲沈没、巻波小破                                                    |
| 31 |        | 2月4日   | ケ号作戦 (ガタルカナル島撤収作戦・第二次)        | 駆逐艦隊20隻                                                                        | 成功             | 舞風大破、黒潮、江風小破                                              |
| 32 |        | 2月7日   | ケ号作戦 (ガタルカナル島撤収作戦・第三次)        | 駆逐艦隊16隻                                                                        | 成功             | 磯風大破 ケ号作戦における損害は予想より遥かに少なかったと評されている |
| 33 |        | 3月3日   | 第八十一号ラエ輸送作戦(ビスマルク海海戦)         | 時津風、白雪、朝潮、荒潮、敷波、浦波、朝雲、輸送船団8隻                             | 失敗             | 時津風、白雪、朝潮、荒潮、輸送船8隻沈没                               |
| 34 |        | 3月8日   | コロンバンガラ島輸送任務                         | 朝雲、長月、浦波、敷波                                                              | 成功             |                                                                       |
| 35 |        | 3月13日  | コロンバンガラ島輸送任務                         | 朝雲、長月                                                                          | 成功             |                                                                       |
| 36 |        | 4月2日   | サンタイサベル島輸送作戦                         | 天霧、望月                                                                          | 成功             |                                                                       |
| 37 |        | 4月3日   | 亜豊丸、宝運丸、厚丸護衛・ラバウル進出           | 第38号哨戒艇、亜豊丸、宝運丸、厚丸                                                  | 成功             |                                                                       |
| 38 |        | 4月10日  | フィッシュハーヘン輸送任務                       | 五月雨、秋雲、夕雲 (秋雲、夕雲とは途中で分離)                                       | 失敗             |                                                                       |
| 39 |        | 4月13日  | フィッシュハーヘン(ツルブ)輸送任務               | 五月雨                                                                              | 成功             |                                                                       |
| 40 |        | 4月18日  | 神川丸護衛・トラック島進出                       | 秋雲、夕雲、神川丸                                                                  | 成功             |                                                                       |
| 41 |        | 5月3日   | 第一航空戦隊護衛・内地回航                       | 瑞鶴、瑞鳳、阿賀野、秋雲、夕雲                                                      | 成功             |                                                                       |
| 42 |        | 5月11日  | 大和、榛名、雲鷹、沖鷹護衛                       | 大和、妙高、榛名、雲鷹、沖鷹、夕暮、潮、長波、五月雨                                | 成功             |                                                                       |
| 43 |        | 6月16日  | 第三戦隊、第七戦隊護衛・トラック島進出           | 金剛、榛名、熊野、鈴谷、龍鳳、大鷹、冲鷹、五十鈴、第7、第27、第17駆逐隊、新月、清波 | 成功             |                                                                       |
| 44 |        | 6月22日  | ナウル島輸送任務(第二次輸送隊)                   | 長良、浜風(帰路合流)                                                                | 成功             |                                                                       |
| 45 |        | 6月30日  | 鳥海護衛・ラバウル進出                           | 鳥海、谷風、涼風、江風                                                              | 成功             |                                                                       |
| 46 |        | 7月5日   | 鳴戸護衛                                         | 浜風、谷風、鳴戸                                                                    | 成功             |                                                                       |
| 47 |        | 7月6日   | 第十一戦隊航空司令部輸送任務・ブイン進出         | 鳥海、夕暮                                                                          | 成功             |                                                                       |
| 48 |        | 7月9日   | コロンバンガラ島輸送任務                         | 鳥海、川内、浜風、谷風、夕暮、皐月、三日月、松風、夕凪                              | 成功             |                                                                       |
| 49 |        | 7月12日  | コロンバンガラ島輸送任務(コロンバンガラ島沖海戦) | 神通、浜風、三日月、清波、夕暮、皐月、水無月、松風、夕凪                            | 成功             | 神通沈没                                                              |
| 50 |        | 7月18日  | コロンバンガラ島輸送任務                         | 熊野、鈴谷、鳥海、川内、浜風、清波、夕暮、三日月、水無月、松風                      | 成功             | 清波、夕暮沈没、熊野中破、水無月、松風小破                            |
| 51 |        | 7月23日  | コロンバンガラ島輸送任務                         | 三日月、浜風                                                                        | 成功             |                                                                       |
| 52 |        | 7月25日  | 熊野、風早護衛・トラック島回航                   | 熊野、風早、浜風                                                                    | 成功             | 風早微損                                                              |
| 53 |        | 8月28日  | 熊野護衛・呉回航                                 | 熊野、舞風                                                                          | 成功             |                                                                       |
| 54 |        | 10月9日  | 龍鳳護衛・シンガポール輸送任務                   | 龍鳳                                                                                | 成功             |                                                                       |
| 55 |        | 10月25日 | 龍鳳護衛・内地回航                               | 龍鳳                                                                                | 成功             |                                                                       |
| 56 |        | 11月15日 | 伊良湖、輸送船団護衛・トラック島進出             | 千歳、天津風、伊良湖、靖国丸、輸送船2隻                                             | 成功             |                                                                       |
| 57 |        | 12月7日  | 伊良湖、輸送船団護衛・内地回航                   | 千歳、天津風、伊良湖、靖国丸                                                        | 成功             |                                                                       |
| 58 | 1944年 | 1月10日  | ヒ三一船団護衛・シンガポール進出                 | 千歳、天津風、ヒ三一船団輸送船4隻                                                   | 成功             | 天津風大破                                                            |
| 59 |        | 1月25日  | ヒ三二船団護衛・内地回航                         | 千歳、三宅、ヒ三二船団輸送船6隻                                                     | 成功             |                                                                       |
| 60 |        | 2月13日  | 千歳護衛・サイパン島航空機輸送任務               | 千歳、初霜                                                                          | 成功             |                                                                       |
| 61 |        | 2月29日  | 千歳護衛・内地回航                               | 千歳、初霜                                                                          | 任務中止         |                                                                       |
| 62 |        | 3月1日   | 安藝丸船団救助                                   | 初霜、東山丸                                                                        | 成功             |                                                                       |
| 63 |        | 3月7日   | 千歳、東山丸護衛と陸軍兵団輸送任務・内地回航     | 千歳、初霜、東山丸                                                                  | 成功             |                                                                       |
| 64 |        | 3月19日  | 瑞鳳護衛                                         | 瑞鳳、山雲                                                                          | 成功             |                                                                       |
| 65 |        | 3月24日  | 千歳護衛                                         | 千歳、山雲                                                                          | 成功             |                                                                       |
| 66 |        | 3月27日  | 瑞鳳、龍鳳、千歳護衛・サイパン・グアム輸送任務   | 瑞鳳、龍鳳、千歳、能代、山雲、初霜                                                  | 成功             |                                                                       |
| 67 |        | 4月3日   | 瑞鳳、龍鳳護衛・呉回航                           | 瑞鳳、龍鳳、山雲                                                                    | 成功             |                                                                       |
| 68 |        | 4月21日  | 大和、摩耶護衛・リンガ泊地進出                   | 大和、摩耶、島風、早霜                                                              | 成功             |                                                                       |
| 69 |        | 5月16日  | 第五戦隊護衛・タラカン島進出                     | 妙高、羽黒、磯風                                                                    | 成功             |                                                                       |
| 70 |        | 5月18日  | 第五戦隊護衛・タウイタウイ泊地回航               | 妙高、羽黒、磯風                                                                    | 成功             |                                                                       |
| 71 |        | 5月22日  | 第三航空戦隊護衛・訓練随伴任務                   | 千歳、千代田、瑞鳳、磯風、浦風                                                      | 成功             |                                                                       |
| 72 |        | 6月1日   | タウイタウイ泊地哨戒任務                         |                                                                                     | 成功             |                                                                       |
| 73 |        | 6月15日  | 第二補給部隊護衛                                 | 浦風、秋月、第二補給部隊                                                            | 成功             |                                                                       |
| 74 |        | 6月19日  | マリアナ沖海戦・補給部隊護衛                     | 響、初霜、夕凪、卯月、栂、輸送船8隻                                                 | 日本軍敗北       | 玄洋丸、清洋丸沈没(2艦とも自沈処理で玄洋丸は戦死者なし) 、速吸小破    |
| 75 |        | 6月28日  | 内地回航・漂流船救助                             |                                                                                     | －               |                                                                       |
| 76 |        | 9月22日  | 山城、扶桑護衛・リンガ泊地進出                   | 山城、扶桑、磯風、浜風、浦風                                                        | 成功             |                                                                       |
| 77 |        | 10月22日 | レイテ沖海戦                                     | 第一遊撃部隊第二部隊                                                                | 日本軍敗北       | 鈴谷、筑摩、野分沈没、熊野大破                                        |
| 78 |        | 11月5日  | 隼鷹、利根、木曾護衛・ブルネイ嚮導任務           | 隼鷹、利根、木曾、浦風                                                              | 成功             |                                                                       |
| 79 |        | 11月8日  | 隼鷹、利根、木曾護衛・マニラ湾進出               | 大和、長門、金剛、榛名、足柄、矢矧、第17駆逐隊、隼鷹、利根、木曾、卯月、夕月        | 成功             |                                                                       |
| 80 |        | 11月16日 | ブルネイ泊地空襲                                 |                                                                                     | －               |                                                                       |
| 81 |        | 11月16日 | 大和、長門、金剛護衛・内地回航                   | 大和、長門、金剛、矢矧、磯風、浦風、浜風                                            | 失敗             | 金剛、浦風沈没                                                        |
| 82 |        | 11月24日 | 長門護衛                                         | 長門、磯風、浜風                                                                    | 成功             |                                                                       |
| 83 |        | 11月28日 | 信濃護衛                                         | 信濃、磯風、浜風                                                                    | 失敗             | 信濃沈没                                                              |
| 84 |        | 12月28日 | 龍鳳、ヒ八七船団護衛・台湾輸送任務               | 龍鳳、磯風、浜風、時雨、ヒ八七船団                                                  | 途中で離脱       |                                                                       |
| 85 | 1945年 | 3月19日  | 呉軍港空襲                                       |                                                                                     | －               |                                                                       |
| 86 |        | 4月7日   | 坊ノ岬沖海戦                                     | 大和、矢矧、磯風、浜風、霞、朝霜、初霜、冬月、涼月                                  | 失敗             | 大和、矢矧、磯風、浜風、霞、朝霜沈没、涼月大破、冬月中破              |
| 87 |        | 5月15日  | 舞鶴回航                                         | 初霜                                                                                | －               |                                                                       |
| 88 |        | 7月30日  | 宮津湾空襲                                       | 初霜、長鯨                                                                          | －               | 初霜大破、長鯨中破                                                    |
| 89 | 1953年 | 8月      | フィリピン親善訪問                               | 太昭、太湖                                                                          | 成功             | －                                                                    |
| 90 | 1953年 | 10月4日  | プラカ号拿捕                                     | 太倉                                                                                | 成功             | －                                                                    |
| 91 | 1954年 | 4月      | ユリウス・フチーク号拿捕                         | 太平                                                                                | 失敗             | －                                                                    |
| 92 | 1954年 | 5月12日  | グットワード号拿捕                               | 太倉、太湖                                                                          | 成功             | －                                                                    |
| 93 | 1954年 | 6月23日  | トープス号拿捕                                   | 太康                                                                                | 成功             | －                                                                    |
| 94 | 1954年 | 10月     | 高島、頭門、大小鹿、羊嶼砲撃                     | －                                                                                  | 成功             | －                                                                    |
| 95 | 1958年 | 9月2日   | 92海戦                                           | 信陽、沱江                                                                          | 成功             | －                                                                    |
| 95 | 1959年 | 8月3日   | 馬祖・葡礁沖での海戦                             | 章江、涪江、資江                                                                    | 成功             | －                                                                    |

戦争経験者による著書や回顧録の中に雪風を死神と呼んだ兵の証言や存在についての記述はない。
円藤らの著書は2000年以降になって発行されたものだが、雪風の返還運動があった1965年から1971年にかけて、朝日新聞（1965年11月6日）、東京新聞（1969年3月31日）、週刊読売（1969年8月22日）、読売新聞（1971年1月26日）、夕刊フジ（1969年6月7日および1971年2月28日）の各誌が雪風に関する記事を掲載した際、当時これらの報道で雪風が味方から死神と呼ばれたとする記述は無く、この逸話は近年になって後付された疑いがある。
雪風の元乗組員は2011年に放送されたNHK証言記録で、戦争中の雪風は味方に避けられるどころか奴隷を使うようにこき使われたと証言している。兵員や物資の輸送作戦、内地に戻る戦艦や空母の護衛、再び南太平洋での輸送作戦など、ある任務が終わってやれやれと思うともう次の仕事が待っているような恰好で、休みなしで出撃するので雪風が不在となった軍の工廠では「雪風は沈んだ」と思われていたことまであったと言う。この元乗組員は「雪風があまりに運が良過ぎるといい方に宣伝されるので、逆に厄神だと悪い方に言う連中が出てきたらしい」と、実際の雪風やその経歴とは関係ない風評だと推測している。

### 雪風の解体時期について
丹陽（雪風）の解体完了時期ははっきりしておらず、マスコミの報道や書籍などの記述でも「1970年初頭」と「1971年12月」と二通りのものがあり、2年近いズレがある。「1970年前半に解体完了」という情報は1970年6月に台湾当局が発表したとされるもので当時の新聞報道にも記載されているが、その後にいつ頃からか「1971年12月31日に解体完了」という記述が登場し、現在では大部分の書籍等でこの年月日が雪風の解体完了時期とされているがこの情報がいつどこから出てきて置き換わったのかについてははっきりしていない。また1970年6月の発表では部品は残っていないとされたが、その後錨などが返還された。
関連する情報として1970年代当時の新聞雑誌には現地からの目撃情報として「解体されたとされる雪風が実際にはまだ解体されておらず、港に係留されている」という内容の記事が複数載ったことがあった。

## 艦長
艤装員長

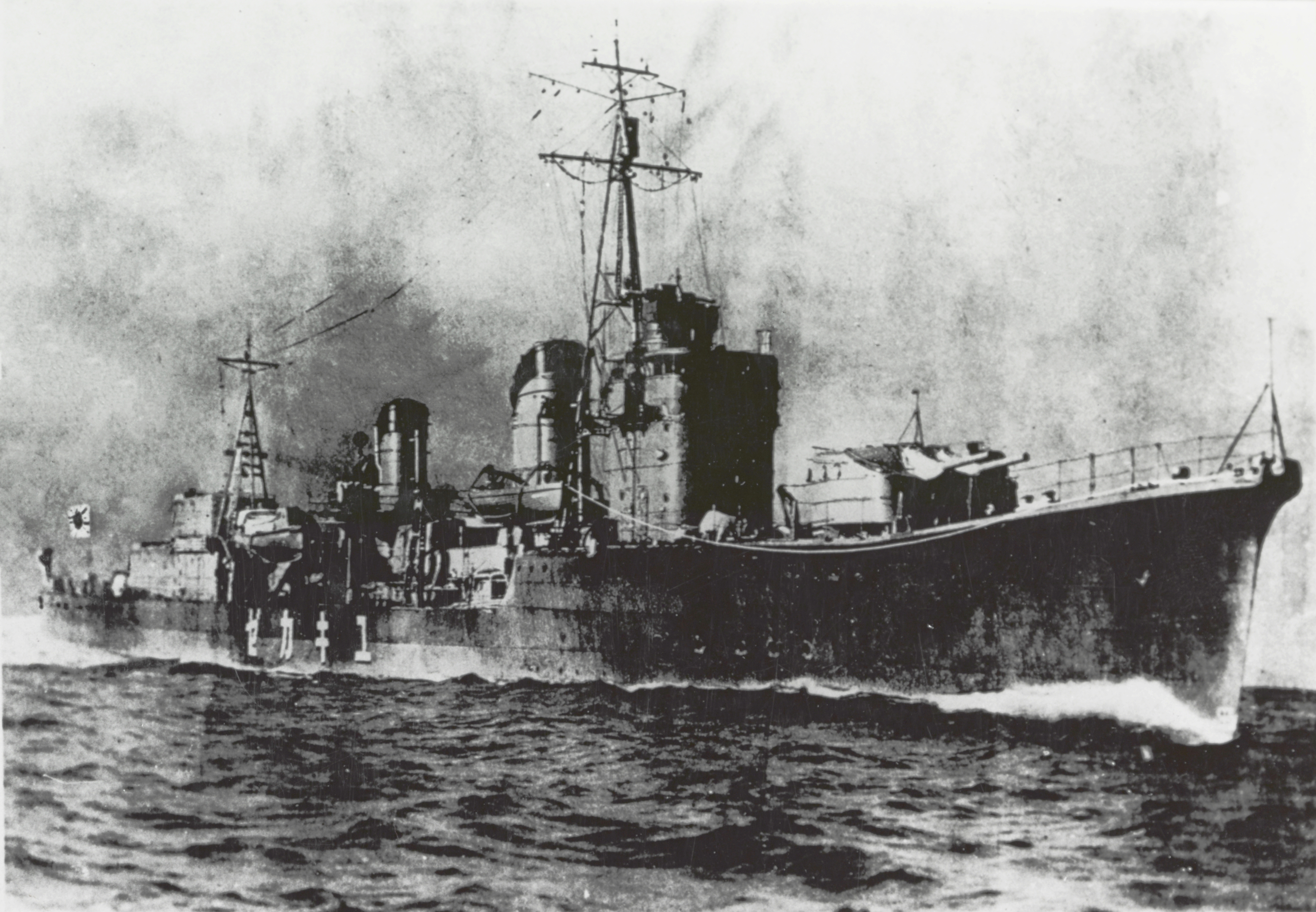
雪風
1940年（昭和15年)1月の撮影とされる。この写真は本艦の士官室に掲げられていたもの。

1. 田口正一 少佐/中佐：1939年8月1日[519] - 1939年12月5日[520]

駆逐艦長
（注）1945年12月20日以降は「艦長」。
1. 田口正一 中佐：1939年12月5日[520] - 1940年11月15日[522]
2. 脇田喜一郎 中佐：1940年11月15日[522] - 1941年7月25日[523]
3. 飛田健二郎 中佐：1941年7月25日[523] - 1942年6月23日[524]
4. 菅間良吉 中佐：1942年6月23日[524] - 1943年12月10日[525]
5. 寺内正道 少佐/中佐：1943年12月10日[525] - 1945年5月10日[526]
6. 古要桂次 中佐：1945年5月10日[526] - 1945年11月20日[527]
7. 橋本以行 中佐：1945年11月20日[528] - 1945年11月27日[527][注釈 9]
8. 佐藤精七 少佐/第二復員官/第二復員事務官/復員事務官：1945年11月27日[530] - 1946年10月26日[531]
9. 高田敏夫 復員事務官：1946年10月26日[531] - 1947年1月25日[532]、以後1947年6月1日まで艦長の発令無し。
10. （臨時）東日出夫 復員事務官：1947年6月1日[533] - 1947年9月5日[534] （本職：花月艦長）

丹陽時期
1. 褚廉方 大佐：1949年1月1日 -
2. 兪柏生 大佐：1952年10月16日 -
3. 邱仲明 大佐：1954年2月1日 -
4. 王庭萀 大佐：1957年4月23日 -
5. 王椿庭 大佐：1957年9月30日 -
6. 林植基 大佐：1959年3月1日 -
7. 雷泰元 大佐：1961年12月16日 -
8. 彭運生 大佐：1963年2月16日 -
9. 賴成傑 大佐：1965年12月16日 -

## 雪風のプラスチックモデルキット
- 1/350 有名艦船シリーズ「日本海軍 甲型駆逐艦 雪風」（ハセガワ ）

ハセガワ65周年企画として新規金型で2006年に発売。バリエーション2種。
「昭和十五年竣工時」（No.40063)
「天一号作戦」(No.Z22)
- 1/300 「旧日本海軍甲型駆逐艦 雪風」（タミヤ）

2007年発売。水中モーター付きのフルハルモデル。
- 1/350 艦船シリーズ No.20 「日本駆逐艦 雪風」（タミヤ）

2008年発売。「天一号作戦」時を再現。
- 1/700 ウォーターラインシリーズ No.421 雪風（青島文化教材社）

1972年発売。旧版。
- 1/700 ウォーターラインシリーズ No.444 「雪風1945」（青島文化教材社）

2004年発売。新金型でリニューアルしたもので、旧版とは全く異なる。
- 1/700 フルハルモデル「中華民国海軍旗艦 丹陽」（青島文化教材社）

2008年発売。ウォーターラインシリーズ「雪風1945」の金型を一部流用し、中華民国海軍駆逐艦時代の雪風＝丹陽を喫水線下も含めて再現したもの。武装は第2次改装後の状態になっている。丹陽としては初の模型商品化である。
- 1/700 ワールドウォーシップシリーズ No.W25。「日本海軍 駆逐艦 雪風」（ピットロード）

- 1/700 艦隊これくしょんプラモデルNo.03 艦娘 駆逐艦 雪風（青島文化教材社）

2013年発売。『艦隊これくしょん』とのコラボレーションキットで、模型そのものはウォーターラインシリーズのものと同じ。
- 1/2000 艦船キットコレクション vol.5 レイテ沖〜1944 (5)駆逐艦 雪風・磯風・初月 3隻セット/フルハル・洋上 各Ver.(エフトイズ・コンフェクト)

2014年1月発売。
- ノンスケール ちび丸艦隊シリーズ No.5 駆逐艦 雪風（フジミ模型）

2014年発売。モデルは最終時の機銃増設が行われた状態。大幅なデフォルメが行われた模型
- 1/350 艦NEXT-3 駆逐艦 雪風（フジミ模型）

2018年発売。モデルは最終時の機銃増設が行われた状態。

## 登場作品
ドキュメンタリー
- 『少年たちの連合艦隊〜“幸運艦”雪風の戦争〜』（2020年8月23日、NHK BS1）[535]

映画
- 『駆逐艦雪風』 - 1964年公開の日本映画。護衛艦ゆきかぜが駆逐艦雪風を演じる。
- 『ゴジラ-1.0』 - 2023年公開の日本映画。1947年の日本に襲来したゴジラを倒すための戦力として、堀田辰雄元艦長（架空人物）らが連合国と行った交渉の結果、吹雪型駆逐艦「響」、峯風型駆逐艦「夕風」、松型駆逐艦「欅」などと共に返還され、ゴジラ駆除作戦「海神作戦」（わだつみ作戦）に参加。同作戦の主力兼司令塔の役目を担う。
- 『雪風 YUKIKAZE』 - 2025年8月公開の日本映画。

漫画
- 『蒼き鋼のアルペジオ』
- 『艦隊のシェフ』（モーニング（講談社）連載） - 幸風は架空艦であるが雪風をモデルとしている。

ゲーム
- 『萌え萌え2次大戦(略)☆ウルトラデラックス』 - システムソフト・アルファーによるゲーム。
- 『Battleship Girl -鋼鉄少女-』 - ZECOによる漫画。後にゲーム化。
- 各種艦船擬人化ゲーム作品 - 日本でリリースされた艦船擬人化ゲーム全作品[注釈 10]に雪風を擬人化したキャラクターが登場している。全艦船擬人化ゲームに登場している艦艇は雪風と長門のみである。